# 河內源氏
河内源氏是清和源氏的一支，当时以河內國（今大阪府東部）作为根据地。被武士称作“源氏”的一般指的就是河内源氏。此外，与伊勢平氏「平正盛 - 平忠盛 - 平清盛」一脈被称作“平家”相对应，古时河内源氏也会被称作“源家”。

## 起源
河內源氏的始祖是以摄津國・多田莊為根據地的源滿仲的三子・源賴信。源赖信的长兄则是摄津源氏的始祖・源賴光，次兄是大和源氏的始祖・源頼親。源賴信任河内守期間，以該國石川郡為根據地拓展勢力，後世稱河內源氏 。
歷經源頼信・平忠常之亂、源頼義・前九年之役、源義家・後三年之役，河內源氏確立起其於東國武士中武家棟梁的地位。

## 衰退
後三年之役被朝廷認定為私合戰，源義家及其郎黨沒有獲得任何獎賞。
寬治5年(1091年)6月，源義綱與其兄長源義家差點展開合戰。見此，朝廷禁止源義家郎黨入京，並禁止百姓向源義家進獻莊園。
寬治8年(1094年)3月，源義綱的郎黨成功追討在出羽國作亂的平師妙，源義綱因此獲封從四位下。
承德2年(1098年)，長年無官的源義家獲封正四位下，並成為白河上皇的殿上人。
康和三年(1101年)，源義家次子・源義親在九州作亂，遭到流放。
嘉承元年(1106年)6月，源義家四男・源義國在常陸與其叔父・源義光爆發合戰。同年7月，源義家去世。
嘉承三年(1108年)正月，因殺害出雲國目代，源義親遭平正盛誅殺。
天仁2年(1109年)二月，繼任河内源氏家督的源義家三男・源義忠遭暗殺，而後，被當作是嫌疑人的源義綱慘遭滅族。
源義忠死後，源義親之子(一說為源義家之子)・源為義繼任家督。源為義官職只停留在檢非違使，沒有當過受領，至其55歲時才獲封從五位下，為此，源為義接近前關白・藤原忠實，成為其家臣。與之相對，源為義長子・源義朝成為鳥羽上皇的親信，31歲就獲封從五位下・下野守。
久壽2年(1155年)8月，源義朝長子・源義平在武藏國襲擊源為義次男(有一說認為是嫡子)・源義賢(大藏合戰)，源為義及源義朝的對立已表面化。
在東國，源頼義三男・源義光及其後代在甲斐國、陸奧南部、常陸北部擴張勢力，源義國及其子孫在上野、下野活動。源義朝則是在關東南部活動，大藏合戰後，將其勢力擴展至關東北部。
保元元年(1156年)7月，鳥羽上皇去世，後白河天皇及崇德上皇就繼承問題有所紛爭。平清盛、源義朝、源義康(河内源氏義國流・足利氏)等為後白河陣營旗下的武士，而源為義率領源頼賢、源為朝等幾個兒子作為崇德方的武士參戰，最終，後白河方取得勝利，史稱保元之亂。此役後，源義朝穩固其河內源氏嫡流的地位，也因戰功被任命為左馬頭，並允許昇殿。
平治元年(1159年)12月，趁平清盛離京之際，源義朝聯合藤原信頼，襲擊當時主導朝政的後白河上皇親信・信西，並拘禁後白河上皇和二條天皇，然平清盛迅速回京，擁護二條天皇，成為朝廷的「官軍」，擊敗源義朝及其同黨，史稱平治之亂。戰後，源義朝企圖逃往東國，在尾張國遭到暗殺；長男・源義平潛伏於京城，企圖刺殺平清盛，最終被捕而後斬首；次男・源朝長身受重傷，在逃亡途中去世；三男・源賴朝被流放至伊豆國；五男・源希義、七男・阿野全成、八男・義円、九男・源義經因年齡較小，沒有參戰，源希義流放至土佐國，後三者被送入寺廟。

## 再興
平治之亂後，以平清盛為首的平家確立起其朝廷唯一官軍的地位，平清盛官位扶搖直，仁安2年(1167)2月，平清盛獲封從一位，就任太政大臣，平家一門多人位列公卿，收獲知行國、受領、莊園無數。平清盛更與後白河院及攝關家結為姻親，擴大其於朝堂上的影響力。後白河上皇及其他公卿雖企圖挑戰平清盛，然經過鹿谷陰謀及治承三年政變，多位公卿被流放，後白河上皇也遭到幽禁，最終，治承4年(1180年)2月，平清盛外孫・安德天皇登上皇位。
治承4年(1180)4月，後白河上皇第三皇子・以仁王與攝津源氏・源賴政合謀，以源為義十男・源行家為使者，向全國武士發送征討平家的令旨，史稱以仁王舉兵。藉此，源賴朝在妻家・北條氏等南關東武士的擁戴下，以鎌倉為基地，舉起反旗；源義賢次男・源義仲於信濃舉兵，而後進軍北陸；河内源氏義光流・甲斐源氏・武田信義、安田義定則將勢力擴展至信濃、遠江、駿河；源行家及源為義三男・源義廣則四處征戰；河内源氏義光流・山本義經、柏木義兼兄弟黨也於近江舉兵。河內源氏以外，各地反平家的勢力也紛紛舉兵，攝津、美濃、尾張、若狹、越前、加賀、伊予、豐後、肥後等地皆有武士起事。治承5年(1181)閏二月，平清盛病逝。
治承·壽永之亂前期，源賴朝統整關東大小各武士團，同為河内源氏義國流的足利氏及新田氏先後加入源賴朝麾下，源賴朝也成功鎮壓與其對立的河內源氏義光流・佐竹氏，而河內源氏義光流・信濃平賀氏原先與源義仲合作，後加入賴朝陣營。
源義仲在北陸接連打了幾場勝仗後，壽永2年(1183年)7月與源義廣、源行家、安田義定等反平家武士上洛，平家倉皇逃出京都。然源義仲後續出征西國的平家戰事不利，且介入天皇家的繼承問題，之後更幽禁後白河上皇(法住寺合戰)，源義仲聲勢大減；於此期間，朝廷賦予源賴朝對東海道及東山道公領和莊園支配權(壽永二年十月宣旨)。而後，源賴朝派遣其六弟・源範賴及源義經率領東國武士上洛，源義仲不敵，享年31歲；作為人質留在鐮倉的源義仲嫡男・源義高也被誅殺；源義廣在伊勢國與御家人展開合戰，遭斬首。
壽永3年(1184年)2月，賴朝軍、甲斐源氏、近畿武士所組成的聯軍在攝津國大敗平家，史稱一之谷之戰。然，畿內的局勢仍然不穩定，平家殘黨仍就在此作亂，源義經為專心維持畿內地區的治安，延後追討平家。東國方面，源賴朝以追討義仲殘黨名義，大舉入侵甲斐、信濃等國，並以「居功自傲，且有亂世之志」為由，誅殺甲斐源氏・一條忠頼；甲斐源氏本就難謂團結，部分比較親源賴朝，有些則獨立意識較強，源賴朝巧妙利用其分裂狀態，壓制甲斐源氏。
壽永3年(1184年)8月，源賴朝以源範賴為總大將，率領東國武士西征，但由於缺乏船隻，範賴軍無法跨越關門海峽，對彦島或九州進行攻克，使範賴軍長期滯留於長門國；而後範賴軍陷入兵糧不濟的困境，軍隊士氣低下，直到隔年年初，源范賴接受九州武士的支援，成功渡海，討伐當地平家勢力。
元曆2年(1185年)2月，源義經率近畿武士奇襲平家大本營讚岐國・屋島，平家逃至彦島。平家失去了瀨戶內海的制海權，且腹背受敵，然平家仍拒絕和平談派，3月，在關門海峽的壇之浦之戰，平家徹底壞滅，一門多人殉死，二位尼・平時子帶著安德天皇跳海身亡。
因其戰功，源賴朝獲封從二位，且基於源賴朝推舉，大内惟義被任命為相模守，足利義兼被任命為上總介，山名義範被任命為伊豆守，加賀美遠光被任命為信濃守，安田義資被任命為越後守，源義經被任命為伊予守，再加上一之谷之戰後被獎賞的源範賴・三河守、平賀義信・武藏守，河內源氏一門多人獲賞。

## 鎌倉時代
元曆2年(1185)4月，源賴朝近侍・梶原景時控訴源義經，5月，源義經帶著平家俘虜前往鐮倉，《吾妻鏡》記載源賴朝禁止源義經進入鎌倉，兄弟兩人關係已惡化，源賴朝更沒收源義經20餘處領地。源義經被任命為伊予守後，根據先例，應辭去檢非違使的職務，然源義經兼任檢非違使，滯留於京都，且越來越親近後白河上皇。後，源賴朝在伊予國的國衙領設置地頭，插手源義經國務。
源行家隨源義仲上洛後，在和泉及河內活動，因拒絕臣服於源賴朝，源賴朝欲追討之，源行家故拉攏源義經，文治元年(1185年)10月13日，兩人向後白河上皇索取追討源賴朝的宣旨；10月16日，再次請求下旨；10月17日，土佐坊昌俊襲擊源義經；10月18日，取得追討源賴朝的宣旨。源賴朝聞此，率大軍至駿河國・黄瀬川；源義經企圖號召近畿武士，但少有人響應，只得逃離京都，見此，朝廷改為下達追討源義經及源行家的宣旨。
源賴朝派使者進京向後白河上皇問責，更以追捕源義經、源行家等人為由，在諸國設置守護、地頭，史稱「文治勅許」。
源義經等人原先欲乘船前往九州，然遭遇暴風雨，而後潛伏於近畿地區。文治2年(1186年)5月，源行家在和泉國被御家人誅殺。而後，源義經同黨陸續被追討，源義經逃往奧羽地區，接受奧州藤原氏庇護。因承受不了源賴朝的持續施壓，文治5年(1189年)閏4月，奥州藤原氏四代當主・藤原泰衡誅殺源義經(衣川之戰)。7月，源賴朝率大軍親征奧州藤原氏，藤原泰衡不敵，向北逃亡，於途中被家臣殺害，史稱奧州合戰；此役中，源賴朝可謂是動員全日本御家人，依《吾妻鏡》文治5年(1189年)9月4日條記載，在陸奧國・陣岡(今岩手縣・紫波郡・紫波町)集結的軍隊足足有28萬4千騎。
建久元年(1190年)11月，源賴朝上洛，與後白河上皇及攝政・九條兼實討論國家大事，朝廷更任命源賴朝為權大納言、右近衛大將。建久3年(1192年)7月，朝廷冊封源賴朝為征夷大將軍。建久10年(1199)正月13日，源賴朝去世。
源賴朝年方18歲的嫡男・源賴家繼任家督。建仁3年(1203年)年中，阿野全成及其三男・阿野頼全因涉嫌謀反而遭誅殺。9月，身為源賴家乳母兼外戚的有力御家人・比企氏遭北條氏及其盟友滅族(比企能員之變)，源頼家長男・一幡也在此役中身亡，而後源賴家被罷黜並遭到幽禁，隔年7月去世。
源賴家被罷黜後，源賴朝次男・源實朝繼任家督。建曆元年(1213年)2月，有御家人企圖擁立源賴家三男・榮實為將軍，然事跡敗露，多人被捕(泉親衡之亂)；建保2年(1214年)11月，先前和田合戰敗北的和田殘黨擁立榮實，在京都起事，遭幕府軍鎮壓，榮實後自害。
建保6年(1218年)，源實朝超越其父親，任右大臣、左近衛大將。建保7年(1219年)1月27日，於鶴岡八幡宮舉行的右大臣拜賀儀式中，源實朝被源賴家次男・公曉刺殺，公曉而後也被誅殺。同年2月，阿野全成四男・阿野時元在駿河國舉兵，意圖獲賜宣旨支配東國，遭幕府軍鎮壓；3月，阿野全成五男・道曉被迫自害。承久2年(1220年)4月，源賴家四男・禪曉因涉嫌與公曉同謀，遭誅殺。
因源實朝並無子嗣，朝廷與幕府達成妥協，由既是藤原北家・九條流，又是源賴朝同母妹・坊門姬的曾孫・三寅下向鐮倉，為四代將軍・藤原賴經。據《明月記》記載，嘉祿2年(1226年)正月，御家人・佐佐木信綱前往藤原氏的氏寺・春日大社，詢問藤原賴經是否可改姓源氏，遭天意否準。寬喜2年(1230年)12月，藤原賴經與源頼家女兒・竹御所結婚，四年後，竹御所難產而死，此也標誌著源賴朝直系血脈斷絕。
源氏將軍三代而亡，加上幕府制度漸趨完善，逐漸形成執權及評定眾來主導幕政。而後，北條氏壓倒其他有力御家人，集中權力，進入所謂得宗專制的年代。

### 門葉
相較於其他御家人，源氏一門在鎌倉時代前期有較高之地位，謂之門葉。
- 源頼朝六弟・源範賴，建久4年(1193年)，受曾我兄弟復仇事件牽連，被流放至伊豆國。

- 甲斐源氏・安田義定、安田義資（日语：安田義資）父子，前者於建久5年(1194年)8月，懷疑有謀反之心，誅殺；後者於建久4年(1193年)11月，因女房艷書之事，誅殺。

- 信濃平賀氏，以信濃國・佐久郡（日语：佐久郡）・平賀鄉(今長野縣・佐久市)為根據地。2代當主・平賀義信，平治之亂時就追隨源義朝，源頼朝對其相當敬重，尊為門葉筆頭；長男・大内惟義，身兼近畿多國守護，去世後，其子・大内惟信（日语：大内惟信）繼承其勢力，然在承久3年(1221年)的承久之亂時加入後鳥羽上皇方，後被流放西國；四男・平賀朝雅（日语：平賀朝雅），源賴朝猶子，鎌倉幕府初代執權・北條時政女婿，京都守護（日语：京都守護），鎮壓元久元年(1204年)4月平家餘黨在伊勢、伊賀的叛亂（日语：三日平氏の乱 (鎌倉時代)），且受後鳥羽上皇青睞，元久2年(1205年)7月，北條時政發動政變，欲立平賀朝雅為將軍，失敗，平賀朝雅遭誅殺。

- 足利氏，起源於下野國・足利莊（日语：足利荘）。足利氏長期與北條氏聯姻，在比企氏、和田氏（日语：和田氏）、三浦氏、安達氏（日语：安達氏）等有力御家人相繼失勢後，在鐮倉時代後期，頗受北條氏重用，地位堪比北條氏庶流。鎌倉時代末期，後醍醐天皇計畫倒幕，且惡黨四處作亂，第8代當主・足利尊氏原先受命討伐西國的反幕府方，然足利尊氏陣前倒戈，攻陷幕府局京都的據點・六波羅探題。在鎌倉幕府體制下，足利氏只係一御家人，然室町時代開始強調其源氏嫡流（日语：源氏嫡流）的特性。

- 新田氏，起源於上野國・新田莊（日语：新田荘）。家祖・源義重（日语：源義重）為足利氏家祖・足利義康兄長，自稱源義家嫡孫，係因不敵源義仲，才歸順於源賴朝。新田氏與幕府關係疏遠，地位比不上足利氏，一度甚至比世良田氏（日语：世良田氏）、岩松氏（日语：岩松氏）等庶流還低，鎌倉時代晚期本家才逐漸恢復權威。第8代當主・新田義貞擁戴足利尊氏嫡子・千壽丸，攻陷鐮倉。

- 甲斐源氏・武田信義原與源賴朝為同盟，但之後逐漸形成上對下的從屬關係。其長男・一條忠頼遭誅殺；三男・板垣兼信（日语：板垣兼信）不受源賴朝待見；四男・武田有義（日语：武田有義）得罪過源賴朝，之後更受叛亂牽連而失勢；五男・武田信光及同族的加賀美遠光（日语：加賀美遠光）較得源賴朝青睞，發展較好。甲斐源氏在東山道頗有勢力，承久之亂時，幕府兵分三路出征京都，並任命武田信光及加賀美遠光次男・小笠原長清（日语：小笠原長清）為其中一路的總大將；戰後，兩人皆因戰功被任命為西國的守護，武田信光任安藝國守護（日语：安芸国#人物），小笠原長清任阿波國守護（日语：阿波国#人物）。兩家也都跟隨足利尊氏、新田義貞倒幕。

## 南北朝
正慶年(1333年)4月27日，足利尊氏在丹波國・篠村八幡宮對幕府舉起反旗。5月7日，足利尊氏與倒幕派攻陷六波羅探題。5月8日，新田義貞在上野國・新田莊舉兵。5月9日，六波羅探題殘黨在近江國・番場遭倒幕派包圍，集體自害。5月22日，新田義貞攻陷鐮倉，北條氏及其同黨集體自害。5月25日，少貳氏、大友氏、島津氏攻陷幕府於九州的據點・鎮西探題。5月26日，長門探題降伏。以北條氏為中心的鎌倉幕府滅亡。
鎌倉幕府滅亡後，大覺寺統・後醍醐天皇推行建武新政，然因不合時宜，招致多人反感。建武2年(1335年)7月，北條氏殘黨攻陷由足利尊氏同母弟・足利直義鎮守的鎌倉，史稱中先代之亂。見此，足利尊氏請求就任征夷大將軍、總追捕使討伐北條殘黨，遭否準，最終，足利尊氏未經勅準就出征，並迅速奪回鐮倉，後醍醐天皇在事後封其為征東将軍。後醍醐天皇命足利尊氏回京，足利尊氏猶豫不決，然足利直義態度果斷，拒不回京，並以清君側為由，發布追討新田義貞的檄文。後醍醐天皇命新田義貞追討足利尊氏，足利尊氏將政務及軍事委託予足利直義，表示隱退，然新田義貞步步進逼，足利尊氏只得重回戰場，擊退新田義貞，而後更攻入京都，後醍醐天皇倉皇逃至近江。
足利尊氏攻佔京都沒多久，就被擊退，逃往九州。足利尊氏得到當地武士的支援，持明院統・光嚴上皇更予其院宣，命討伐新田義貞，足利尊氏奪回京都，後醍醐天皇再次逃至近江。足利尊氏擁立光明天皇，後醍醐天皇與其議和，返回京都，新田義貞強烈反對，攜恒良親王、尊良親王前往北陸。據《梅松論》記載，後醍醐天皇親信・楠木正成看出同為河內源氏，足利尊氏較新田義貞有人望，曾勸其捨棄後者，與前者講和，遭否準。
建武3年/延元元年(1336年)12月，後醍醐天皇攜三神器逃離京都，至大和國・吉野，並恢復自身皇位及年號。朝廷分裂成北朝・持明院統・京都，以及南朝・大覺寺統・吉野兩派，史稱南北朝時代。新田義貞一行人在北陸遭遇暴風雪及糧草不足等困境，後遭到尊氏方武士襲擊，不敵，尊良親王自害，恒良親王被捕；曆應元年/延元3年(1338年)閏7月，新田義貞戰死於越前。
南朝在多線戰場失利，再加上後醍醐天皇於曆應元年/延4年(1339年)閏8月去世，南朝聲勢可謂是每況愈下。北朝方面，朝廷於曆應元年/延元3年(1338年)8月任命足利尊氏為征夷大將軍。足利尊氏與足利直義共掌幕府，當世稱二人為「兩將軍」。然幕府內部分裂成足利直義及足利尊氏重臣・高師直兩派，貞和5年/正平4年(1349年)8月，足利直義被迫隱退，足利尊氏嫡子・足利義詮代替足利直義行使政務，而四男・足利基氏東去鐮倉，足利基氏及其後代作為鎌倉公方管理東國。後，足利直義養子・足利直冬在九州舉兵，足利直義則逃出京都，號召全國武士討伐高師直及其同黨，更私自與南朝議和。觀應2年/正平6年(1351年)年初，足利直義在戰場上擊敗足利尊氏，以高師直出家為條件和談，史稱觀應擾亂。
然足利直義與反直義派武士的矛盾仍在，觀應2年/正平6年(1351年)7月足利直義逃往越前。10月，足利尊氏與南朝議和，廢除北朝天皇、年號，南朝下達追討足利直義的綸旨，史稱正平一統。足利直義不敵足利尊氏，正平7年（1352）正月投降，2月，足利直義突然去世，然足利直冬等直義派武士仍不願投降足利尊氏，不少人決定歸順南朝。閏2月，南朝進軍京都，新田義貞次男・新田義興及三男・新田義宗攻陷鐮倉，南北朝和談已破裂，幕府迅速奪回京都及鐮倉。
此後，南北朝就京都進行多次攻防戰，延文3年/正平13年(1358年)4月，足利尊氏去世，足利義詮繼任家督。同年10月，新田義興在武藏國戰敗身亡。延文3年/正平13年(1358年)至貞治2年/正平18年(1363年)，許多反北朝武士歸順幕府，南朝已無法進行大規模的軍事行動，不過南朝在近畿及九州仍有相當大的勢力。
貞治6年/正平22年(1367年)12月，足利義詮去世，年方10歲的嫡子・足利義滿繼任家督，足利氏庶流・細川賴之接任管領，掌握幕政。細川賴之加強對近畿南朝勢力的壓迫，更任命足利氏庶流・今川了俊為九州探題，鎮壓九州南朝勢力。然，基於以足利氏庶流・斯波義將為首的反賴之派的壓力，足利義滿罷免細川賴之，史稱康曆政變。足利義滿藉由各家臣的不合，使他們相互牽制，增強自身政治獨立性，並強化中央集權，而後在土岐康行之亂、明德之亂、應永之亂中削弱土岐氏、山名氏、大內氏等外樣家臣的實力。
永德3年/弘和3年(1383年)，足利義滿就任源氏長者及獎學院、淳和院別當，而後又被冊封為准三宮，皆為河內源氏首例。明德3年/元中9年(1392年)，足利義滿與南朝議和，南北朝統一，史稱明德和約。

## 室町時代
應永元年12月(1395年1月)，足利義滿將征夷大將軍之位讓予嫡子・足利義持；同月，就任太政大臣，為河內源氏首例，足利義滿時年37歲。應永10年(1403年)，明成祖冊封足利義滿為「日本國王」，賜予其刻有「日本國王之印」的印章及貿易用的勘合符。應永13年(1406年)12月，足利義滿繼室・日野康子被冊封為後小松天皇的准母，隔年3月又獲賜為女院・「北山院」。應永15年(1408年)4月，足利義滿之子・足利義嗣按親王的標準元服。
應永15年(1408年)5月，足利義滿去世，朝廷欲追封其為太上天皇，遭足利義持謝絕。應永18年(1411年)9月，足利義持與明朝斷交。足利義持異母弟・足利義嗣頗受足利義滿寵愛，然足利義滿急死，其存在對足利義持就是威脅，而後，足利義嗣因涉入東國的叛亂，遭幽禁，最終被殺害。相較於足利義滿的專權，幕政自足利義持開始由幕府宿老會議主持。由於足利義持之子・足利義量早夭，又無其他男性繼承人，應永35年(1428年)正月，足利義持病重，經幕府宿老決議，以足利義持四位出家的弟弟為候選人，用抽籤的方式決定何者繼任家督，最後由青蓮院出家的義圓(即足利義教)獲選。
足利義教任將軍期間，欲提升將軍權威，透過親信牽制幕府宿老，並整肅諸家臣，仿效足利義滿介入家臣的家督繼承問題，削弱其實力，人稱「萬人恐怖」。足利義教在永享之亂及結城合戰剷除第4代鐮倉公方・足利持氏及其子嗣，並鎮壓南朝殘黨及九州的叛亂。然嘉吉元年(1441年)6月，與足利義教有芥蒂的守護大名・赤松滿祐刺殺足利義教，史稱嘉吉之亂。
足利義教急死，家督由年方8歲的長男・足利義勝繼任，然嘉吉3年(1443年)7月，足利義勝病逝，由其年方8歲的五弟・足利義政繼位。足利義政個性優柔寡斷，幕政常朝令夕改。寬正5年(1464年)12月，足利義政因認其生男無望，故命出家的十弟・義尋(即足利義視)還俗，成為自己的繼承人；然寛正6年(1465年)11月，足利義政正室・日野富子誕下男嬰，即足利義尚，足利義視處境變得十分困窘。
因守護大名・山名氏欲挑戰三管領之一的細川氏在幕府中的地位，又牽扯進餘下兩家管領・斯波氏及畠山氏的家督繼承紛爭，幕府形成細川氏(東軍)與山名氏(西軍)兩派，曠時多年的應仁之亂就在這前提下展開。足利義視原本是東軍的總大將，然因其在幕府中的地位不保，而後改投西軍。自應仁元年(1467年)正月的御靈合戰開始，雙方開始一系列的戰事，原先只限於京都，但戰火最終擴及至近畿、北陸、中國地區、九州等地。文明5年(1473年)12月，足利義政把將軍之位讓與年僅9歲的足利義尚，隔年4月，細川氏與山名氏單獨議和，然戰亂仍持續。文明9年(1477年)11月，西軍正式解散，足利義視也離開京都。
應仁之亂使幕府的權威下降，並造成守護在京制的崩壞，各守護返回其領國以方便管理，守護代此階層也因應仁之亂活躍的表現浮上舞台。文明19年(1487年)9月，足利義尚以強佔寺社及奉公眾(直屬於將軍的武士)的領地為由，號朝諸國守護，討伐南近江大名・六角高頼。六角高頼躲進山中，足利義尚布陣於近江・鈎之陣(今滋賀縣・栗東市)，長享3年(1489年)3月在陣中病逝。
足利義尚並無子嗣，故當時將軍的候補人選為足利義視之子・足利義稙，以及足利義政另一個外甥・足利義澄。幕府管領・細川政元，推舉前者，然足利義政及日野富子支持足利義稙。延德2年(1490年)正月，足利義政去世。7月，朝廷正式任命足利義稙為將軍。隔年正月，作為將軍監護人的足利義視去世。足利義稙與細川政元等幕臣關係不睦，而後又得罪日野富子，處境艱鉅。
延德3年(1491年)八月，因領地侵犯的問題未改善，足利義稙率軍討伐近江六角，六角高頼再度逃脫，足利義稙於隔年年底就班師回朝。明應2年(1493年)2月，足利義稙介入畠山家的內部紛爭，出征河內，然4月，細川政元於京都舉兵謀反，擁立足利義澄為將軍，閏四月，足利義稙被捕，遭細川政元軟禁，史稱明應政變。
明應二年(1493年)6月，足利義稙趁夜逃離京都，先是投靠越中・神保氏，而後投奔越前・朝倉氏。明應8年(1499年)，足利義稙在比叡山・延曆寺及朝倉氏的支援下，向京都進軍，河內畠山氏也響應其號召，然不敵細川政元及其盟友，足利義稙逃往周防國，投靠當地大名・大內義興。
細川政元當時可謂是權頃一時，世人稱其為「半將軍」。細川政元無娶妻生子，故收了三名養子，藤原北家・九條流出生的細川澄之、細川氏庶流・阿波守護家出生的細川澄元、細川氏庶流・野州家出生細川高國。細川政元家臣也因支持不同的養子而拉黨結派，永正4年(1507年)6月23日，澄之派的家臣刺殺細川政元，史稱永正錯亂。

### 公方
公方，在古代及中世，為對天皇及將軍的尊稱。室町時代，幕府勢力難以深入東國、奧羽、九州，傳統豪族已扎根多年，幕府對其影響有限，為方便管理，故在當地設其駐外機構，通常由足利將軍家庶流作為該管長官，當地豪族敬稱之為公方。
- 足利尊氏四男・足利基氏及其後代作為鎌倉公方管理東國，而足利尊氏生母的家族・上杉氏自貞治2年/正平18年(1363年)開始，把持關東管領之職，輔佐公方。然鎌倉公方獨立性愈來愈強，時常想挑戰將軍的地位。
  - 觀應之亂時，足利基氏企圖調停雙方的紛爭，無果，足利基氏為避戰退往安房國。
  - 康曆政變期間，第2代鎌倉公方・足利氏滿見幕府內部分裂，欲起兵肇事，經關東管領・上杉憲春（日语：上杉憲春）以死相諫才作罷。
  - 應永之亂期間，第3代鎌倉公方・足利滿兼欲響應大內氏的號召起兵，被關東管領・上杉憲定（日语：上杉憲定）勸阻。
  - 第4代鐮倉公方・足利持氏與關東管領・上杉禪秀素有嫌隙，最終兵戎相見，足利持氏在幕府的支援下擊敗上杉禪秀。後，足利持氏擴張其勢力，將軍足利義持以足利持氏隨意討伐關東親幕府勢力為由，欲追討之，最終兩家媾和。因將軍足利義持沒有繼承人，足利持氏僭妄將軍之職，請求作其猶子，然最終由足利義教繼任。見此，「正長」改元「永享」，足利持氏依然使用「正長」年號；不向將軍一字拜領，擅自將嫡子取名「義久（日语：足利義久）」；打壓關東親幕府勢力，足利持氏用上述舉動表達其不滿。足利義教對此極為不滿，追討足利持氏，足利持氏不敵，偕同足利義久自害，史稱永享之亂。結城氏（日语：結城氏）等關東豪族擁立足利持氏遺兒・春王丸（日语：足利春王丸）、安王丸（日语：足利安王丸），仍不敵幕府軍，雙雙被誅殺，史稱結城合戰。
  - 鐮倉公方之位空缺有10年之久，此期間足利義教被暗殺，最終足利持氏遺兒・足利成氏在上杉氏及關東豪族的支持下就任鐮倉公方。然享德3年12月(1455年1月)，足利成氏謀殺關東管領・上杉憲忠（日语：上杉憲忠），此舉導致足利成氏與上杉氏爆發大規模的合戰。足利成氏離開鐮倉，前往下總國・古河，以此為根據地對抗上杉氏。

- 足利成氏將大本營遷至下總・古河，為古河公方。
  - 自足利成氏謀殺上杉憲忠開始，關八州、伊豆、甲斐、越後等地被捲入戰火，陷入近30年的享德之亂，直至文明14年(1482年)4月，雙方達成和解，幕府最終承認古河公方為合法政權。古河公方與上杉氏大抵以利根川為界，相互對峙。
  - 古河公方與上杉氏和解不久後，上杉氏兩大支柱・山內上杉家與扇谷上杉家爆發內戰，史稱長享之亂（日语：長享の乱）。第2代古河公方・足利政氏支持前者，並將其子・上杉顯實送入山內上杉家當養子，此舉引起足利政氏長男・足利高基的不滿，欲舉兵篡位，最終在山內上杉家的調停下才罷休。

- 享德之亂期間，時任將軍足利義政命其弟・足利政知入關東，為堀越公方。
  - 足利義政命其出家的四弟・清久(即足利政知)還俗，取足利成氏而代之，成為新的鎌倉公方，然包括上杉氏在內的關東各豪族拒足利政知入關東，足利政知只得停留在伊豆國・堀越。
  - 延德3年(1491年)3月，足利政知去世。不久後，其長男・足利茶茶丸殺害三男・足利潤童子（日语：足利潤童子），欲成新任家督。
  - 明應2年(1493年)4月，細川政元罷黜10代將軍・足利義稙，擁立足利政知次男・足利義澄為將軍。同年秋，駐守駿河國・興國寺城（日语：興国寺城）的伊勢盛時入侵伊豆，足利茶茶丸不敵，一說認為足利茶茶丸逃至甲斐，於明應7年(1498年)8月自害，另一說認為足利茶茶丸當年就自害。足利茶茶丸之死也標誌著堀越公方就此斷絕。

- 3代將軍・足利義滿將陸奧、出羽劃分予鎌倉公方管轄，時任公方・足利滿兼派遣兩位兄弟至奧羽就近管理，為篠川公方（日语：足利満直）及稻村公方（日语：足利満貞）。
  - 足利滿兼兄長・足利滿直（日语：足利満直）以陸奧國・篠川（日语：篠川城）為據點，受周遭豪族擁戴。之後漸不受鎌倉公方管控，上杉禪秀之亂（日语：上杉禅秀の乱）時有傾向上杉禪秀的跡象，立場也較親幕府。永享12年(1440年)6月，正值結城合戰期間，遭結城氏同黨殺害。
  - 足利滿兼四弟・足利滿直（日语：足利満貞）以陸奧國・稻村(今福島縣・須賀川市)為據點，其勢力較篠川公方弱。永享之亂支持足利持氏，最終自害。

- 10代將軍・足利義稙被罷黜，而後逃往越中，投奔越中守護代・神保氏，部分奉公眾及奉行眾（日语：奉行衆）也離開京都前往越中，北陸許多大名也表明支持足利義稙。足利義稙以越中・放生津（日语：放生津）為據點，向諸國大名發出御教書，呼籲上洛勤王，為越中公方(越中御所)（日语：越中公方）。

### 三管領
管領，輔佐足利將軍家處理幕府政務，由足利氏庶流・斯波氏、細川氏、畠山氏三家擔任，稱三管領。
- 斯波氏，又稱足利尾張家（日语：斯波氏#足利尾張家），三管領筆頭。其嫡流・斯波武衛家任管領職，並世襲越前、尾張、遠江三國守護。家臣有甲斐氏（日语：甲斐氏）、織田氏、朝倉氏等。5代當主・斯波義將輔佐足利義詮、義滿、義持三代將軍，創造斯波氏的全盛期。然後面數代當主皆早逝，斯波氏嫡流斷絕，由庶流・斯波義敏（日语：斯波義敏）擔任家督。斯波義敏與家臣不和，家臣擁戴足利氏庶流・澀川氏（日语：渋川氏）・斯波義廉擔任家督。應仁之亂時，斯波義敏署東軍，斯波義廉則屬西軍。應仁之亂後，12代當主・斯波義寬（日语：斯波義寛）為越前國的控制權與家臣・朝倉氏開戰，不敵；遠江國也遭駿河守護・今川氏侵略大半。
- 細川氏，其嫡流・細川京兆家任管領職，並世襲攝津、丹波、讚岐・土佐守護。7代當主・細川頼之在康曆政變中失勢，然時任將軍・足利義滿為平衡各家臣，細川氏重回政治中樞。細川氏以團結著稱，足利義政任將軍時，斯波氏及畠山氏皆出現內鬨，三管領呈現細川氏一家獨大的局面。應仁之亂後，斯波氏及畠山氏仍積弱不振，外加各守護返回其領國，坐鎮京都的12代當主・細川政元可謂是當時最大軍事力量，後世稱其為「京兆專制」。
- 畠山氏，其嫡流・畠山金吾家（日语：畠山氏#畠山金吾家）任管領職，並世襲河内、紀伊、能登、越中守護。家臣有遊佐氏（日语：遊佐氏）、神保氏（日语：神保氏）等。3代將軍・足利義滿為制衡斯波氏、細川氏，於應永5年(1398年)首次任用畠山氏作管領。畠山義就（日语：畠山義就）任第13代當主，此引起許多家臣不滿，擁立其堂弟・畠山政長（日语：畠山政長），雙方在河内、大和等地大動干戈，而後更將戰火延伸至京都，雙方在京都・上御靈神社（日语：上御霊神社）所展開的合戰(即御靈合戰)可謂是應仁之亂的導火線。應仁之亂時，畠山政長屬東軍，畠山義就屬西軍。應仁之亂後，兩畠山繼續於河内、大和鬥爭。10代將軍・足利義稙支援畠山政長，出兵討伐畠山義就嫡子・畠山義豐（日语：畠山義豊），然細川政元發動政變罷黜足利義稙，後發兵討伐畠山政長，畠山政長兵敗自盡，其子・畠山尚順（日语：畠山尚順）逃往紀伊。而後，畠山尚順繼續與畠山義豐爭奪河內，最終畠山義豐兵敗身亡。畠山尚順更響應足利義稙號召，發兵勤王，然不敵細川政元，再度退回紀伊。永正元年(1504年)12月，畠山尚順與畠山義豐嫡子・畠山義英（日语：畠山義英）議和，此舉嚴重威脅到細川政元，故派其家臣入侵河內，兩畠山不敵。

### 四職
侍所，鐮倉時代為統領將軍家臣・御家人的機構，室町時代開始負責維護京都治安等工作，該機構長官・侍所頭人，大抵由山名氏(新田氏庶流)、一色氏(足利氏庶流)、赤松氏(村上源氏)、京極氏(宇多源氏・佐佐木氏流)擔任，稱之為四職。
- 山名氏，山陰地區的守護大名。8代當主・山名時氏（日语：山名時氏）於觀應之亂時支持足利直義，而後投誠南朝，直至正平18年/貞治2年(1363年)才歸順幕府。此後山名氏勢力急速膨脹，坐擁11國守護職，號稱「六分一殿」(以日本共66個令制國計算)，3代將軍・足利義滿利用明德之亂削弱山名氏，只保住3國守護職。之後山名氏憑藉其於應永之亂及嘉吉之亂後討伐赤松氏的戰功，得到數國守護職。12代當主・山名宗全勢力如日中天，成為許多大名依附之對象，應仁之亂也因其與細川氏的對立而展開。應仁之亂後，與赤松氏在播磨、備前、美作等地開戰，不敵，山名氏勢力大幅衰退。
- 一色氏，歷任若狹、丹後、伊勢等國守護。3代當主・一色範氏（日语：一色範氏），於足利尊氏不敵親後醍醐勢力撤至九州時，被任命統領當地武士，視為初代九州探題，然其不敵九州南朝勢力，最終遭撤換。8代當主・一色義貫（日语：一色義貫）因得罪5代將軍・足利義教，被追討，最終自害。應仁之亂時，9代當主・一色義直（日语：一色義直）因與細川氏有嫌隙，加入西軍。一色氏加入西軍另一個原因是為了從東軍的若狹武田氏手中奪回若狹國，致使應仁之亂後，若狹武田氏仍頻繁與一色氏開戰。

### 其餘足利一門
- 吉良氏（日语：吉良氏），御一家（日语：御一家）筆頭，有「御所絕吉良繼，吉良絕今川繼」的俗說，家格可謂是高於斯波氏。分散於三河、奧州等地。
- 澀川氏，世襲九州探題。然九州大友氏等傳統豪族勢力龐大，外加以周防國為根據地的大內氏常常介入北九州，澀川氏的九州探題職可謂是有名無實。
- 今川氏，吉良氏庶流，世襲駿河守護。東海島上的駿河國坐落在室町幕府與鐮倉公方管轄範圍的交接處，中世又稱「關東國堺」，其戰略地位尤之重要，也因此，身為駿河守護的今川氏常會介入關東的戰事當中，上杉禪秀之亂、永享之亂、結城合戰、享德之亂，皆作為幕府軍參戰。也因關東常有亂事，今川氏常駐於駿河國。8代當主・今川義忠征討遠江時意外戰死，其長子・今川氏親年齡尚幼，無法服人，有些家臣支持其堂兄・小鹿範滿（日语：小鹿範満），上杉氏及堀越公方也在此時介入今川氏家族紛爭，所幸今川氏親伯父・伊勢盛時出來主持大局，最終決定由小鹿範滿暫代當主直至今川氏親成年。文明19年(1487年)11月，伊勢盛時殺害小鹿範滿，今川氏親正式成為家督。而後，今川氏親入侵遠江、三河；永正元年(1504)9月，更回應扇谷上杉家的求援，再聯合當時已佔有伊豆國的伊勢盛時，擊敗山內上杉、古河公方聯軍。
- 仁木氏（日语：仁木氏）。仁木頼章（日语：仁木頼章）、仁木義長兄弟黨為足利尊氏親信，一度掌有莫大的權勢，足利尊氏去世後勢力可謂是江河日下。仁木氏常任伊賀國守護，然其勢力範圍只限於伊賀郡。
- 足利尊氏派遣足利一門的吉良氏、畠山氏、石塔氏（日语：石塔氏）、斯波氏至奧羽地區的對抗南朝勢力，而後，四家的後代在當地深耕發展。
  - 大崎氏（日语：大崎氏），斯波氏庶流，以今宮城縣・大崎市為根據地在陸奧中部發展。2代當主・大崎詮持（日语：大崎詮持）為初代奧州探題，成為名義上奧州最高統帥，此職後續由大崎氏世襲。雖為奧州探題，然因陸奧國面積龐大，南陸奧傳統豪族如伊達氏、蘆名氏等並不直接聽命於大崎氏，外加屢發內亂，勢力大幅衰退。
  - 最上氏，斯波氏庶流，以出羽國・最上郡、村山郡（日语：村山郡）為根據地。大崎氏初代當主・大崎直持（日语：大崎直持）派遣其弟・最上兼頼（日语：斯波兼頼）至出羽國，為初代羽州探題，後由最上氏世襲。然如同大崎氏一般，大寶寺氏（日语：大宝寺氏）、小野寺氏（日语：小野寺氏）等出羽豪族並不臣服於最上氏。
  - 二本松氏（日语：二本松氏），畠山氏庶流，陸奧・二本松城城主。
- 細川・阿波守護家，細川氏有力庶流，又稱細川讚州家，世襲阿波國守護。5代當主・細川成之（日语：細川成之）嫡孫・細川澄元為細川京兆家12代當主・細川政元的養子。
- 能登畠山氏，畠山氏庶流。畠山金吾家第5代當主・畠山基國（日语：畠山基国）去世後，其嫡子・畠山滿家（日语：畠山満家）因得罪3代將軍・足利義滿，故由次男・畠山滿慶（日语：畠山満慶）繼任；足利義滿去世後，畠山滿慶自動將當主之位讓予畠山滿家，並從旁協助，在當時可謂是一大美談。畠山滿家將一領國・能登國交予畠山滿慶來管理，其後代稱能登畠山家，並世襲該國守護職。應仁之亂時，因支持畠山義就，故加入西軍。明應9年(1500年)，能登畠山家爆發內亂，立場親足利義稙的4代當主・畠山義元（日语：畠山義元）遭追放，其弟・畠山慶致（日语：畠山慶致）任家督。永正3年(1506年)，越中、加賀國的淨土真宗・本願寺門徒發動一向一揆，波及整個北陸，能登畠山家最終鎮壓能登國內的一揆。

### 其餘河內源氏
- 武田氏，歷經鎌倉時代、南北朝、室町時代，在日本各地開枝散葉，分展出許多分家。
  - 武田氏7代當主・武田信武追隨足利尊氏，任甲斐守護，而後此職長期由甲斐武田氏把持。10代當主・武田信滿受上杉禪秀之亂牽連，最終自害，此使甲斐守護代・跡部氏（日语：跡部氏）勢力大漲，威脅到甲斐武田氏的地位；最終甲斐武田氏擊敗跡部氏，確立其守護權威。甲斐武田氏雖貴為守護職，然如穴山氏（日语：穴山氏）、大井氏（日语：大井氏#武田大井氏）等庶流常挑戰其地位，甲斐武田氏與其各庶流展開數十年的征戰。13代當主・武田信昌欲廢除嫡子・武田信繩，擁立次子・油川信恵（日语：油川信恵），許多庶流見機行事，支持武田信繩，此舉使甲斐國爆發大規模的內戰，後因發生明應地震雙方才暫時停戰。不久之後，武田信昌、武田信繩先後過世，年僅14歲的武田信繩嫡子・武田信虎就任家督。
  - 安藝武田氏，安藝國分郡守護（日语：分郡守護）。鎌倉時代，武田氏2代當主・武田信光任安藝守護後，武田氏就在此發展；南北朝時期，武田信武任安藝守護，其後代為安藝武田氏。以安藝國・佐東郡、安南郡、山縣郡為根據地。應仁之亂時，為對抗時任安藝守護・山名氏，從屬東軍。應仁之亂後，屈服於周防大內氏的威勢，暫時從屬於其。
  - 安藝武田氏4代當主・武田信繁嫡子・武田信榮（日语：武田信栄）受足利義教指示，追討時任若狹、丹後守護・一色義貫，後因戰功任若狹守護，後代為若狹武田氏。也因此，若狹武田氏與一色氏不和，時常交戰。
  - 上總武田氏，甲斐武田氏庶流。以上總國・庭南城（日语：庁南城）、真里谷城（日语：真里谷城）為根據地，臣屬於古河公方。
- 信濃小笠原氏（日语：小笠原氏#信濃小笠原氏），室町時代常任信濃守護。信濃國面積龐大，信濃小笠原氏的勢力僅限於信濃國中部，北部信濃村上氏、諏訪郡的諏訪氏（日语：諏訪氏）、南部的木曾氏（日语：木曾氏）等豪族仍保有相當之獨立性。室町時代中期，信濃小笠原氏分裂成府中小笠原氏(嫡流)、松尾小笠原氏、鈴岡小笠原氏三家，三家互相爭鬥，最終，府中小笠原氏聯手松尾小笠原氏滅掉鈴岡小笠原氏。
- 南部氏，甲斐源氏庶流。南部氏原為鎌倉幕府御家人，後移居至奥羽，以陸奧國北部的糠部郡（日语：糠部郡）為根據地。糠部郡號稱「九戶四門」，分成大大小小各個區域，南部氏在當地繁衍，衍伸出數個分家，而以佔據糠部郡中部的三戶南部氏為宗家。室町時代，南部氏將出羽國北部的豪族・安東氏（日语：安東氏）逐出日本本島，勢力擴展至津輕地方地方，而後更向南入侵，奪取鹿角、久慈、岩手、閉伊數郡。
- 佐竹氏，室町時代常任常陸守護（日语：常陸国#人物），關東八屋形（日语：関東八屋形）之一。治承・壽永之亂時，與源頼朝敵對，後雖然赦免之並成為御家人，然佐竹氏在鎌倉幕府中地位不高。8代當主・佐竹貞義（日语：佐竹貞義）追隨足利尊氏，首任常陸守護。室町時代，佐竹氏其一庶流・山入氏（日语：山入氏）欲挑戰佐竹宗家的地位，聯合北關東豪族與佐竹宗家開戰，持續近百年，佐竹宗家取得最終的勝利，但也因此元氣大傷。
- 里見氏，新田氏庶流。原在美濃國活動，室町時代中後期落腳安房國，臣從於古河公方，支持其對上杉氏的戰事。號稱關東副帥，掌握強大的房總水軍（日语：水軍#水軍・海賊衆）。

## 戰國時代

### 兩細川之亂
永正4年(1507年)6月，支持細川澄之的細川家臣刺殺其養父・細川政元。而後，細川政元另兩名養子・細川高國、細川澄元聯合其他分家討伐細川澄之及其黨羽，細川澄之兵敗身亡，細川澄元繼任細川京兆家當主。然不久後，逃亡周防國的10代將軍・足利義稙在西國大名・大內義興的支援下上洛。聞此，細川澄元攜時任將軍・足利義澄逃離京都；細川高國則與細川澄元決裂，迎接足利義稙。最終，足利義稙復任將軍，細川高國任右京大夫、管領，大內義興任左京大夫、管領代。足利義澄、細川澄元後續企圖反攻京都，無果，永正8年(1511年)8月爆發於京都北部的船岡山合戰更是慘敗，足利義澄而後病逝，細川澄元逃回其老巢・阿波國。
以足利義稙為首，細川高國任管領，大內義興給予軍事支援所構成的新幕府可謂是相當不穩，三者時有嫌隙，最終，大內義興以其領國・周防、長門不穩為由，返回西國。細川澄元見此，從四國率軍上洛；細川高國原要攜足利義稙逃離京都，然足利義稙不從，與少數近臣留於京都，拋棄細川高國，試圖與細川澄元交好，然最終細川高國擊敗細川澄元，此役後，將軍與管領的矛盾顯著加深。永正18年(1521年)3月，足利義稙逃離京都，細川高國所幸擁立足利義澄長男・足利義晴為12代將軍。足利義稙試圖上洛，然少有大名響應，而後寄居於阿波國，世人稱其為「島公方」，並收足利義澄次男・足利義維為養子，大永3年(1523年)4月去世。
然新幕府尚未穩定就爆發內鬥，細川高國聽信讒言謀殺其手下重臣，此舉使部分家臣背棄細川高國。另一方面，細川澄元去世，其手下重臣・三好元長擁立年幼的細川澄元嫡子・細川晴元，而後進軍京都，並推舉足利義維任將軍。然細川高國快速反攻，足利義維等人撤退至和泉國・堺，號稱堺公方。而後，雙方在近畿地區對峙，直到享祿4年(1531年)6月，爆發於攝津國的天王寺之戰，細川高國被捕，而後自害，細川晴元任當主，仍奉足利義晴為將軍。
然不久後細川晴元家臣團發生內訌，三好元長與其他家臣不和，故聯合細川高國之弟・細川晴國等反細川晴元武士舉兵對抗之，更獲得足利義維的支持。見此，細川晴元聯合山科本願寺，三好元長兵敗自盡，足利義維被捕。然本願寺不受細川晴元控制，藉此機會在畿內擴張勢力，細川晴元聯合近江・六角氏等近畿勢力好不容易將本願寺逐至攝津國・大阪，本願寺卻選擇與細川晴國聯手，雙方的戰事而後陷入僵局。最終，天文5年(1536年)，細川晴元單獨與本願寺和解，細川晴國則兵敗自盡；另一方面，以年幼的三好元長嫡子・三好長慶為當主的三好氏再度臣服於細川晴元。
然新幕府剛穩定下來，天文12年(1543年)，細川高國養子・細川氏綱舉起反旗，細川晴元雖勢力較大，然無法完全鎮壓細川氏綱，此使許多原先支持細川晴元的近畿勢力改與細川氏綱合作，時任將軍・足利義晴更與之暗通款曲。最終，三好長慶倒戈，支持細川氏綱，雙方在攝津國多次交鋒，細川晴元不敵，挾足利義晴及其長子・足利義輝投奔近江・六角氏，不久後足利義晴過世。

### 三好霸權
三好氏，小笠原氏庶流。小笠原氏2代當主・小笠原長經任阿波守護，其後代在阿波國發展，稱阿波小笠原氏，三好氏為其中一支。南北朝、室町時代，細川氏常任四國地區的守護，當地豪族從屬於其，三好氏成為細川・阿波守護家的家臣。阿波守護家出生的細川澄元成為管領・細川政元的養子後，身為家臣的三好氏逐漸接近權力中樞。
細川氏綱、三好長慶等人雖佔據京都，然苦無將軍，無大意名分。期間細川晴元試圖反攻京都，甚至派遣刺客刺殺三好長慶，然皆無果。天文21年(1552年)1月，向來支持細川晴元的六角氏14代當主・六角定賴去世，其嫡子・六角義賢繼位。而後六角氏改變其戰略方針，越過細川晴元，單獨與細川氏綱、三好長慶等人議和，最終足利義輝回京，細川氏綱正式繼任細川京兆家當主並任管領職，細川晴元嫡子・細川昭元成為人質；細川晴元則逃往丹波國。三好長慶於此時脫離細川家，成為將軍的直屬家臣。
然過沒多久，足利義輝就脫離三好長慶的掌控，逃離京都，呼籲細川晴元上洛勤王，此使細川晴元殘黨死灰復燃，重啟戰事。時至永祿元年(1558年)，雙方接受六角義賢調停，足利義輝回京。而後，三好長慶擴張其勢力，派遣其親族入侵大和、和泉、河内、丹波等地，加上其原有的讚岐、阿波等地，勢力範圍包括近畿、四國東部、淡路，三好氏成為一大大名；細川晴元則與三好長慶議和，永禄6年(1563年)3月去世。
不過六角義賢又改戰略方針，轉而與三好長慶敵對，擁立細川晴元次男・細川晴之，更於永祿5年(1562年)3月的久米田之戰中大敗三好軍，而後攻佔京都。最終三好長慶與六角義賢議和，六角義賢主動退出京都。然三好長慶重奪京都過沒多久，其嫡子・三好義興及細川氏綱就相繼去世，三好長慶改立其外甥・三好義繼為繼承人。而後，三好長慶更以有謀反之心為由誅殺其三弟・安宅冬康，加上更早病逝的四弟・十河一存及久米田之戰中戰死的二弟・三好實休，三好長慶向來倚重的各個親族相繼死去。永祿7年(1564年)7月，三好長慶去世。
眼見三好氏聲勢下降，足利義輝試圖回復將軍權威，更與全日本諸豪族聯繫，呼籲諸大名上洛。三好氏對此相當不樂見，永祿8年(1565年)5月，新當主・三好義繼與家臣・三好三人眾(三好長逸、三好宗渭、石成友通)、松永久通率軍包圍將軍御所，逼迫將軍就範，然足利義輝不從，三好軍強攻將軍御所，足利義輝戰死，史稱永祿之變。不久之後，受三好氏家臣・松永久秀控制的足利義輝同母弟・足利義昭脫離其掌控，逃至近江一帶，而後投奔越前・朝倉氏。
三好義繼因年幼，無法完全掌控其家臣，三好三人眾與松永久秀不和，故率軍包圍三好義繼居城，要求與松永久秀斷交，甚至派兵襲擊松永久秀。然，三好義繼而後卻支持松永久秀，指責三好三人眾為逆賊。無大意名分的三好三人眾擁立足利義維長子・足利義榮為14代將軍，雙方在近畿展開多次合戰，都無法取得決定性的戰果。然不久後，永祿11年(1568年)9月，掌控尾張、美濃、北伊勢的大名・織田信長攜足利義昭上洛。

### 魔王來襲
永祿11年(1568年)7月，織田信長迎足利義昭至美濃，而後率軍上洛。南近江大名・六角義賢不戰自退，三好義繼、松永久秀主動臣服，三好三人眾作了零星抵抗後，攜足利義榮逃至阿波國，10月，足利義昭任室町幕府第15代將軍。然不久後，三好三人眾反攻京都，甚至攻入足利義昭的居所，織田信長花費許多力氣才將其擊退，史稱本圀寺之變。
以足利義昭給予正當性，織田信長給予軍事支援所構建的新幕府可謂是相當不穩定，織田信長拒絕任管領、副將軍，彷彿不想受幕府此體系約束。織田信長更與足利義昭訂下規矩，以「殿中御掟九條」為基礎，而後又有「追加法七條」，限制足利義昭與社會各階層的聯繫及訴訟的審判權。足利義昭與織田信長貌合神離，織田信長長期在外征戰，足利義昭卻私自與諸大名通信，故又訂下「五箇條條書」，織田信長意圖將足利義昭完全置於其掌控下。
元龜元年(1570年)4月，織田信長出征越前・朝倉氏，然其妹婿・北近江大名・淺井長政突然舉兵反抗之。而後的姊川之戰，織田、德川聯軍雖擊敗淺井、朝倉聯軍，卻無法取得決定性的戰果，此使南近江・六角、阿波・三好、比叡山延暦寺、石山本願寺等勢力相繼起兵反抗織田信長，史稱第一次信長包圍網。織田信長受各勢力壓迫，甚至被淺井、朝倉聯軍切斷回根據地美濃國・岐阜城的後路，最終在天皇、朝廷、足利義昭的調停下雙方才暫時停戰。
而後雙方仍維持一定程度的戰事，期間織田信長火燒比叡山，三好義繼轉投反信長聯盟。元龜3年(1572年)末，織田信長發布「異見十條」，指責足利義昭怠慢政務、朝廷，及違背殿中御掟九條等約定，私自與諸大名聯絡；織田信長更與越後大名・上杉謙信結盟，期望可以牽制反信長聯盟。東國方面，甲斐、信濃大名・武田信玄應本願寺的請求，加入信長包圍網，而後入侵織田信長盟友・德川家康的遠江、三河，更在三方原之戰大敗德川軍。武田信玄的勝利使反信長聯盟士氣高漲，足利義昭更與織田信長決裂，織田信長試圖與之議和，甚至不惜使用武力逼足利義昭就範，最終在天皇的介入下兩者才和談。元龜4年(1573)7月，足利義昭逃至山城國・槇島城，意圖對抗織田信長，然織田信長迅速將其攻克，足利義昭遭追放。而後，織田信長大破淺井、朝倉，三好三人眾兵敗逃亡，三好義繼自害，外加武田信玄不久前病逝退出戰線，第二次信長包圍網解體。
遭追放的足利義昭投身據守河內・若江城的三好義繼，並呼籲中國地區大名・毛利氏上洛勤王。毛利氏選擇與織田信長議和，織田信長願意讓足利義昭回京，足利義昭斷然拒絕，但雙方保證足利義昭的生命安全。織田信長原本打算擁立足利義昭嫡子・足利義尋，但最終決定讓其出家。足利義昭離開若江城，先是前往堺，而後落腳紀伊國・由良。足利義昭與少數近臣逃亡在外，被百姓落武者狩，然因身無財產，被譏為「貧乏公方」。
織田信長而後完全鎮壓長島一向一揆及越前一向一揆，更與德川家康聯手於天正3年(1575)5月的長篠之戰中大敗武田軍；然天正4年(1576年)2月，足利義昭逃往備後國・鞆，接受毛利氏庇護。經足利義昭居中協調，長尾上杉氏、毛利氏、武田氏、本願寺等勢力組成第三次信長包圍網。雙方在多線展開合戰，然長尾上杉氏因上杉謙信急逝，兩位養子爆發內戰而退出戰線；毛利氏在山陰、山陽的戰事受阻；武田氏將重心放在關東；最終，天正8年(1580年)閏3月，反信長聯盟的主事者・本願寺接受天皇調停，與織田信長議和，而後於8月完全撤離大阪，第三次信長包圍網瓦解。
天正10年(1582年)3月，織田信長聯合德川家康及南關東大名・後北條氏，討取甲斐武田氏，史稱甲州征伐。然同年6月2日，織田信長及其嫡子・織田信忠在京都遭其家臣・明智光秀襲擊，最終自害，史稱本能寺之變。

### 天下一統
織田信長去世後，其家臣・豐臣秀吉在山崎之戰中擊敗明智光秀，而後靠著清洲會議取得織田政權的主導地位，在後續賤岳之戰中擊敗政敵・柴田勝家、織田信孝、瀧川一益等人。豐臣秀吉頗有統一天下之勢，自比源賴朝，表示「日本之治，莫非超乎賴朝以來哉」，豐臣秀吉欲建立自己的政權，並展現成為天下人的雄心。雖然小牧、長久手之戰中在戰場上的失利，然豐臣秀吉戰略上的勝利，使織田信雄及德川家康臣服。而後豐臣秀吉攻略紀伊(紀州征伐)，跨海平定四國・長宗我部氏(四國征伐)，西征九州・島津氏(九州征伐)，東伐關東・後北條氏(小田原之戰)，外加毛利氏、長尾上杉氏、奧羽的伊達氏、最上氏等諸國大名相繼臣服，日本暫時性的統一。
足利義昭流亡在外期間，仍是名義上的征夷大將軍，尚保有京都五山住持的任命權等權力。在豐臣秀吉與島津氏的戰役中，足利義昭應豐臣陣營請求，充當使者，勸降島津氏。至天正16年(1588年)正月，足利義昭返回京都會見豐臣秀吉，表示臣服之意，而後出家，室町幕府可謂是滅亡。萬曆朝鮮之戰期間，足利義昭作為豐臣秀吉的馬廻眾，率500兵力，與其他大名坐鎮進攻朝鮮的據點・肥前國名護屋城。慶長2年(1597年)8月去世，足利將軍家正式滅亡。
豐臣秀吉統一日本後，開始其「唐入」的計畫，以九州、中國、四國大名為主力，超過16萬名將士陷入朝鮮戰場的泥沼，史稱萬曆朝鮮之役(日本稱文祿・慶長之役；朝鮮王朝稱壬辰倭亂及丁酉再亂)。另一方面，因豐臣秀吉無親生男性子嗣，故由其外甥・豐臣秀次為繼承人。然文祿2年(1593年)8月，豐臣秀賴誕生，此使豐臣秀次的地位變得相當不穩；最終，豐臣秀次因有謀反的嫌疑，被流放至高野山，而後自害。
豐臣一門眾可謂是相當稀少，豐臣秀吉十分倚重的胞弟・豐臣秀長及另兩名外甥・豐臣秀勝、豐臣秀保相繼去世，養子・小早川秀秋、猶子・宇喜多秀家年紀尚輕。是故，豐臣秀吉晚年建立五大老、五奉行制度，期望可輔佐豐臣秀賴。慶長3年(1598年)8月，豐臣秀吉去世。五大老以德川家康及北陸大名兼豐臣秀吉好友・前田利家為尊，毛利輝元及上杉景勝次之，宇喜多秀家論年資及勢力最弱，而筑前大名・小早川隆景早早去世。五奉行則是以石田三成為首，為豐臣秀吉提拔的行政人員。
豐臣秀吉去世後，德川家康開始拉黨結派，甚至私下與大名通婚，不過豐臣政權仍維持一定的政治平衡。然慶長4年(1599年)閏3月，前田利家過世，過沒多久，石田三成遭加藤清正、黑田長政等平時與之有嫌隙的大名襲擊，史稱七將襲撃事件，最終，石田三成被解除奉行一職。前田利家嫡子・前田利長被控有謀反的嫌疑，後屈服於德川家康；宇喜多氏因發生內訌而元氣大傷；德川家康甚至介入島津氏及毛利氏的內政。豐臣政權逐漸形成德川家康一家獨大的狀態。
慶長5年(1600年)6月，德川家康以拒絕上洛及有謀反嫌疑為由，率軍討伐上杉景勝，德川家康更從豐臣秀賴處獲得軍糧，成為代表豐臣政權的「官軍」。德川家康一離開畿內，石田三成聯合毛利輝元、宇喜多秀家等人佔據大阪城，更掌控住豐臣秀賴。而後，雙方皆打著「官軍」的旗幟，近畿、北陸、四國、九州、奧羽皆爆發戰事。8月，家康陣營攻克美濃・岐阜城，使局面對德川家康有利。9月15日，在美濃國・關原主戰場，德川陣營取得勝利，地方上的戰事也隨之結束。上述戰爭史稱關原之戰。

### 步入江戶
德川家康，出生於松平氏，三河國的國人眾。三河國東有今川氏，西有尾張・織田氏，松平氏夾在兩強權之間，難以自立。至永祿3年(1560年)5月的桶狹間之戰後，東海道大名・今川義元戰死，今川氏勢力衰退，德川家康平定三河，奪取遠江，更與織田信長結盟，為其忠實盟友。最終，德川家康成為三河、遠江、駿河、甲斐、南信濃大名，天正18年(1590年)，依豐臣秀吉之命轉封關東的舊北條領，為200萬石以上的大大名。德川家康年輕時以「松平」為苗字，「源氏」為姓。永祿9年(1566年)獲封從五位下・三河守時，改以「德川」為苗字，「藤原氏」為姓。然《聚樂行幸記》記載，天正16年(1588年)，德川家康以「大納言源家康」署名，又改以「源氏」為姓。關原之戰後，德川家康取得吉良氏的祖譜以調整自家祖譜，任征夷大將軍。德川家康自稱為新田氏庶流・得川氏的後代，德川家康更於慶長16年(1611年)奏請天皇追封新田氏家祖・新田義重為鎮守府將軍。
關原之戰結束後，德川家康代表豐臣政權論功行賞，宇喜多、毛利、長尾上杉等反家康大名遭到改易或減封；豐臣秀賴原領有220萬石的藏入地也被削減為攝津、河内、和泉65萬石；與豐臣秀吉關係密切但支持德川家康如福島正則、加藤清正等大名獲得兩倍以上的石高，但大多被轉封至西國；德川家康的子嗣及家臣也獲得封賞，主要分布在中、東日本；德川家康自身則獲得佐渡金山、石見銀山等礦場及堺、長崎等商貿城市。關原之戰後，雖五大老、五奉行體系已崩潰，然豐臣秀賴仍是名義上的武家領袖，德川家康只是其政權下一大老。
慶長8年(1603年)2月，德川家康任征夷大將軍、源氏長者、獎學院及淳和院別當；兩年後，將軍之位傳予嫡子・德川秀忠，此舉意味著將軍由德川氏世襲。德川家康而後移居駿河國・駿府，為大御所，在幕後處理政事。日本形成豐臣、德川的二頭政治。慶長16年(1611年)3月，德川家康上洛面見天皇，並藉此機會籲豐臣秀賴上洛，兩人在京都・二条城會面；4月，德川家康在京都召見諸大名，並與之簽屬協定，第一條規定「應遵奉右大將家(即源賴朝)之後每代公方制定的法令」。
慶長19年(1614年)，德川家康因方廣寺的銘文與豐臣秀賴產生糾紛。方廣寺及京都大佛為豐臣秀吉所建，然因天災遭毀損，於慶長19年(1614年)4月重建完成。豐臣秀賴家臣・片桐且元為供養儀式至德川家康處尋求其同意，原本已談妥並訂下日期，然德川家康突然下令延期。德川家康以方廣寺銅鐘銘文「國家安康，君臣豐樂」有詛咒德川家之嫌，故意刁難之。片桐且元原要對此事作調解，然德川家康使用反間計，使之失去豐臣陣營的信任，只得黯然離開豐臣家。上述史稱方廣寺鐘銘事件。
德川家康破壞豐臣陣營內部團結，囤積大量火藥、軍糧，更動員從英國、荷蘭商人手中購買的歐洲火炮，率20萬大軍包圍豐臣秀賴居成・大阪城，史稱大坂冬之陣。豐臣陣營倉皇應戰，雇用大量浪人，真田信繁、長宗我部盛親等失勢的原大名也加入其中。豐臣陣營試圖鼓動福島正則等與之關係密切的大名勤王，無果，德川家康命他們留守德川家居城・江戶城。圍城從慶長19年(1614年)11月中旬至12月中旬，而後雙方議和，以豐臣陣營拆除大阪城的二之丸、三之丸及回填壕溝為條件議和。
德川陣營未待豐臣陣營動手，就自行開始回填壕溝的工作，此舉使豐臣陣營主戰派大為不悅，故派人又開挖壕溝，並雇用更多浪人。德川家康向豐臣秀賴提議解雇浪人或轉封，遭拒絕，是故，德川家康又派兵攻打大阪城，史稱大坂夏之陣。因大阪城失去防禦性，豐臣陣營展開野戰，主動襲擊德川陣營，甚至突入德川家康及德川秀忠本陣，然皆無功而返。慶長20年(1615年)5月8日，豐臣秀賴自盡，時年23歲，其子・國松被捕，在京都・六條河原斬首，其女・天秀尼則被送至鎌倉・東慶寺出家為尼，豐臣家就此滅亡。元和2年(1616年)4月17日，德川家康病逝。
德川家康鞏固德川家的天下，直至慶應3年(1867年)15代將軍・德川慶喜為大政奉還，德川家作為武家首領統治日本。

### 奧羽的河內源氏
- 大崎氏11代當主・大崎義直與家臣團不和，後爆發大規模的內亂，最終在南陸奧豪族・伊達氏的介入下弭平戰事，大崎義直收伊達氏14代當主・伊達稙宗次男・大崎義宣（日语：大崎義宣）為養子，作為其繼承人。之後伊達氏自身爆發內亂，伊達稙宗與其嫡子・伊達晴宗對立，此使奧羽諸勢力皆受牽連，大崎義宣支持伊達稙宗，然因大崎義直及反伊達氏的家臣團的介入，大崎氏轉而加入晴宗陣營，內亂以伊達稙宗隱退為結果，大崎氏也暫時回歸其獨立性，不受伊達氏壓迫。時至12代當主・大崎義隆時期，面對的是自身家臣的反叛及伊達氏勢力急速擴張，大崎氏臣服於伊達氏。然而後豐臣秀吉稱霸日本，奧州仕置，豐臣秀吉以大崎氏沒有參與小田原之戰為由，沒收其領地。豐臣秀吉在奧羽強行推行新政，使當地豪族心生不滿，以舊大崎家臣為首起兵反抗，史稱葛西大崎一揆，最後遭鎮壓，伊達氏轉封至大崎氏舊領，大崎氏可謂是滅亡。

- 戰國時代前中期，最上氏與伊達氏等勢力皆保持友好關係，10代當主・最上義守更與伊達氏結為姻親，然其嫡子・最上義光卻對最上氏的戰略方針有所不滿，父子刀劍相向，最終最上義守隱居。最上義光擊敗寒河江氏（日语：寒河江氏）、庶流・天童氏（日语：天童氏）等勢力，統一出羽國・最上郡、村山郡，更出兵庄內地區，與大宝寺氏（日语：大宝寺氏）對立，也介入大崎氏對伊達氏的戰爭，創造最上氏的全盛期。奧州仕置，最上氏的領地得以安賭。關原之戰期間，最上義光因庄內地區的歸屬問題，與長尾上杉氏對立，面對超過百萬石的長尾上杉氏，最上氏毫無抵抗能力，只剩居城・山形城等少數城池尚有抵抗餘地。然關原主戰場德川陣營獲得勝利，長尾上杉氏因此撤軍，最上義光重奪舊土。一年後，經德川家康默許，最上義光入侵庄內地區，成功獲得其所有權，最上氏成為超過50萬石的大名。

- 南部氏稱霸奧羽北部數十載，時至24代當主・南部晴政及其繼承人・南部晴繼接連去世後，宗家・三戶南部氏後繼無人，庶流・南部信直及九戶實親爭奪繼承權，南部信直在以北氏（日语：北氏）等南部氏家臣及其他支流的支持下成為26代當主，此舉使部分領主不滿，轉而支持九戶實親，南部氏一分為二。此刻，原臣屬於南部氏的大浦為信趁著南部氏內訌，奪取津輕地區，成一獨立勢力，甚至獲豐臣秀吉認可。奧州仕置，南部信直的領地得以安賭。不久後，如前所述，豐臣秀吉推行新政，促使奧羽各地爆發一揆，九戶實親兄長・九戶政實趁機起兵作亂，而後遭到鎮壓，南部信直最終確立其地位。

- 二本松氏於戰國時代受伊達氏、蘆名氏等勢力壓迫，最終於伊達氏的大軍壓陣下，10代當主・二本松義綱交出二本松城，二本松氏可謂是滅亡。

### 北陸的河內源氏
- 足利義稙復任將軍後，能登畠山家4代當主・畠山義元也回復其位，並由畠山慶致之子・畠山義總（日语：畠山義総）為繼承人，能登畠山家進入一相對和平的時代。畠山義總去世後，其次男・畠山義續（日语：畠山義続）繼任，期間面對的是家族的分裂及家臣團內訌，此使能登畠山家被稱為畠山七人眾（日语：畠山七人衆）的遊佐氏（日语：遊佐氏）、温井氏（日语：温井氏）等家臣壟斷政權。8代當主・畠山義綱企圖重塑其權威，遭家臣團反對，追放畠山義綱，擁立其嫡子・畠山義慶。戰國時代後期，能登畠山家被夾在稱霸近畿的織田信長與越後大名・上杉謙信之間，家臣團也因此分裂，親長尾上杉的家臣邀上杉謙信入能登，能登畠山家居城・七尾城最終遭其攻陷，作為大名的能登畠山氏可謂是滅亡。

- 若狹武田氏因鄰近畿內，常被捲入兩細川及而後細川氏與三好氏的紛爭當中。時至7代當主・武田信豐，其長子・武田義統與之不和，若狹國因此爆發大規模的內亂，武田義統與越前・朝倉氏聯合，成功擊敗武田信豐陣營。然武田義統不久後病逝，其子・武田元明被朝倉氏掌控，若狹武田氏已名存實亡。朝倉氏被織田信長攻滅後，武田元明臣屬之。本能寺之變後，武田元明為少數支持明智光秀者。明智光秀敗亡後，武田元明也被誅殺，若狹武田氏滅亡。

### 東山道的河內源氏
- 甲斐武田氏
  - 武田信虎任甲斐武田氏15代當主，其叔父・油川信惠欲爭奪家督之位，甲斐國又陷入內亂。最終，武田信虎殲滅油川信惠，更使支持油川信惠的甲斐南部豪族・小山田氏（日语：小山田氏#小山田氏 (平姓)）向其臣服。武田信虎將居成移至甲斐中部的躑躅崎館，而後迫降大井氏、今井氏（日语：今井氏#甲斐国 今井氏）、栗原氏（日语：栗原氏）、穴山氏等庶流，完成甲斐國的統一。確保甲斐國的安定後，武田信虎開始向外擴張勢力，連年對南信濃用兵，介入關東的紛爭，更與今川氏11代當主・今川義元結為姻親，與之結盟對抗北條氏。然天文10年(1541年)6月，武田信虎至駿河國拜訪女婿・今川義元，其嫡子・武田信玄與家臣團聯手，封鎖所有邊境關口，放逐武田信虎。
  - 完成無血政變後，武田信玄發兵信濃，諏訪氏等南信濃豪族相繼淪陷；信濃守護・小笠原氏不敵武田信玄的連年進犯，逃離信濃；北部的村上氏雖兩度擊敗武田信玄，最終也不敵，投奔越後・長尾上杉氏；木曾氏則與武田信玄聯姻，從屬之。當時東國，武田信玄、今川義元及南關東大名・後北條氏為最大勢力，三者因此互結姻親，結為聯盟關係，史稱甲相駿三國同盟（日语：甲相駿三国同盟）。武田信玄在信濃國擴張勢力，侵犯到與之相鄰的越後大名・上杉謙信的利益，兩者於信濃北部的川中島地區爆發五次合戰，史稱川中島之戰；然彼時上杉謙信的戰略重心在關東，武田信玄成功保住該地的控制權。
  - 永祿3年(1560年)5月，今川義元於桶狹間之戰中戰死，今川氏勢力大幅衰退；5年後，武田信玄軟禁其嫡子兼今川義元女婿・武田義信，後更入侵今川氏領國・駿河。後北條氏見武田信玄公然破壞同盟協定，與之開戰，不過兩者又因上杉謙信的威脅重歸友好。於此期間，上杉謙信與德川家康、織田信長友好，此使武田信玄備感壓力，故加入反信長聯盟，展開西上作戰（日语：西上作戦），攻打德川家康，更在三方原之戰大敗德川、織田聯軍。然眼看德川家康的三河、遠江已入手大半之際，武田信玄病重，武田全軍退出戰線，過不久，武田信玄在信濃國・駒場(今長野縣・下伊那郡・阿智村)病逝，享年53歲。
  - 武田信玄去世後，其接班人・武田勝賴持續與德川家康於三河、遠江對峙，期間攻佔遠江戰略要地・高天神城（日语：高天神城），而後更率大軍進犯三河，企圖奪取長篠城，然在之後的長篠之戰中大敗於織田、德川聯軍，多名家臣戰死，甲斐武田氏元氣大傷，面對織田、德川聯盟轉為守勢。天正6年(1578年)3月，上杉謙信病逝，兩名養子・上杉景勝及上杉景虎為爭奪家督之位大打出手，上杉景虎出生後北條氏，故後北條氏期望武田勝賴基於兩者之間的同盟關係支持上杉景虎，然武田勝賴卻轉而與上杉景勝和睦，此舉使後北條氏與之交惡，武田勝賴轉而與佐竹氏等北關東豪族結盟，對抗後北條氏。武田勝賴多次對上野國用兵，上野已如同其囊中物。然武田勝賴長年對外征戰，又增加賦稅，大失民心，武田軍又在高天神城大敗，使武田勝賴威信大失。武田勝賴為防範織田軍而營建新居城・新府城（日语：新府城），更企圖與織田信長議和，無果。木曾氏、穴山氏率先倒戈，織田、德川、後北條三家圍攻武田，武田將士不戰而降，其五弟・仁科盛信固守的信濃・高遠城一天就遭攻破，武田勝賴攜其妻兒及少數家臣欲投奔小山田氏，然遭其背叛，拒武田勝賴等人入其領地，最終，武田勝賴及其嫡子・武田信勝雙雙自盡，甲斐武田氏滅亡。
- 信濃小笠原氏從原先的三強鼎立變成現今府中小笠原氏及松尾小笠原氏兩強相對，而後至16代當主・小笠原長棟，完成信濃小笠原氏的統一，維持數年的和平。然之後，甲斐武田氏數次侵入南信濃地區，該地的諏訪氏、高遠氏（日语：高遠氏）危在旦夕，17代當主・小笠原長時派兵支援，不敵。不過甲斐武田氏在之後征伐村上氏的戰事中踢到鐵板，信濃各地反武田豪族士氣大振，以信濃小笠原氏為中心組成聯軍，企圖將甲斐武田氏逐出信濃，然在鹽尻峠之戰大敗。之後甲斐武田氏入侵信濃小笠原氏領地，小笠原長時無法做有效的抵抗，只得藏身於山區打游擊，最終逃至京都，指導時任將軍・足利義輝弓法、馬術。本能寺之變後，信濃國大亂，信濃小笠原氏趁此機會奪回其居城・松本城，而後從屬德川家康，成為一小大名。
- 穴山氏，甲斐武田氏庶流，以甲斐國西南部的河内地方為根據地。因其領地接近駿河國，與今川氏關係友好，在對抗甲斐武田氏的侵略時，今川氏常予其支援，不過最終還是不敵甲斐武田氏，向之臣服。穴山氏與甲斐武田氏聯姻，係少數成為甲斐武田氏・御一門眾（日语：御一門衆）的庶流，並得以對外使用「武田」此一苗字。7代當主・穴山信君於長篠之戰後，成為駿河國・江尻城（日语：江尻城）的城代。然穴山信君卻在之後暗通德川家康，背棄武田勝賴，甲斐武田氏在織田、德川、後北條圍攻下滅亡，穴山信君臣服於織田信長，其領地得以安賭。本能寺之變時，穴山信君與德川家康在堺市遊覽，聽聞消息後，穴山信君意圖返回其領地，然在山城國的山林中遭落武者狩。穴山信君嫡子・穴山勝千代（日语：穴山勝千代）受德川家康庇護，並繼承甲斐武田氏的名跡，然早逝。

### 東海道北部的河內源氏
- 古河公方
  - 足利高基多次想挑戰其父・2代古河公方・足利政氏，不過因山內上杉氏的介入而停手。然山内上杉家11代當主・上杉顯定（日语：上杉顕定）在征伐越後時戰死，此使關東出現權力真空的情況。足利高基得下野宇都宮氏（日语：下野宇都宮氏）等北關東豪族支持，逼退其父，任3代古河公方；而其弟・足利義明卻選擇自立，將根據地移至下總國・小弓城（日语：小弓城），背後有上總武田氏、安房里見氏等房總半島豪族擁護，史稱其為小弓公方。古河公方與小弓公方為爭奪嫡流之位而對立，4代古河公方・足利晴氏向後北條氏求援，在第一次國府台之戰，古河公方、後北條聯軍痛擊小弓公方，足利義明、嫡子・足利義純（日语：足利義純 (戦国時代)）、弟・足利基頼（日语：足利基頼）戰死，小弓公方滅亡，足利義明遺兒・足利頼純（日语：足利頼純）則由安房里見氏庇護。
  - 足利晴氏之後與後北條氏結為姻親，後北條氏在關東地區的發展取得正當性。後北條氏的舉動嚴重危脅到山內、扇谷上杉氏，外加今川、武田不願見後北條氏坐大，組成反後北條氏陣營，足利晴氏見此，轉而與山內、扇谷上杉氏合作。在之後的河越城之戰中，後北條氏大敗兩上杉、古河公方聯軍。其中扇谷上杉氏受到毀滅性的打擊，不久後滅亡；扇谷上杉氏抵擋後北條氏的侵略幾年後，不敵，投奔越後・長尾上杉氏；足利晴氏遭後北條氏軟禁，被迫讓位予其與後北條氏所生之子・足利義氏。
  - 越後大名・上杉謙信以輔佐關東管領・山內上杉氏的名義，遠征後北條氏，北關東各豪族響應，之後更包圍後北條氏居城・小田原城。足利晴氏庶子・足利藤氏藉此機會脫離後北條氏掌控，返回下總・古河，不過最終上杉謙信撤軍，足利藤氏自立的計畫失敗。5代古河公方・足利義氏也與後北條氏聯姻，然其子早夭，古河公方嫡流滅亡；其女・足利氏姫（日语：足利氏姫）與小弓公方末裔成婚，後代為喜連川氏。
- 佐竹氏
  - 佐竹氏15代當主・佐竹義舜（日语：佐竹義舜）成功擊敗庶流・山入氏後，趁陸奥南部的白河結城氏（日语：白河結城氏）內亂，奪取連接關東及陸奧的依上保(今茨城縣・久慈郡・大子町)。至16代當主・佐竹義篤（日语：佐竹義篤 (十六代当主)）時期，與其弟・部垂義元（日语：宇留野義元）不和，再度陷入長達十年的內訌，不過佐竹義篤也藉此機會增強其權威，團結家臣團；鎮壓住內亂後，佐竹義篤向外擴張勢力，奪取白河結城氏的領地，並介入伊達氏的內鬥。17代當主・佐竹義昭、18代當主・佐竹義重承繼父祖打下的基礎，將勢力擴張至常陸南部、下野東部，江戶氏（日语：江戸氏#常陸江戸氏）、大掾氏（日语：大掾氏）、那須氏（日语：那須氏）等豪族相繼從屬之；而面對後北條氏的威脅，佐竹氏多次響應上杉謙信的號召，對抗之。
  - 然上杉謙信的大本營在越後，後北條氏選擇與甲斐武田氏結盟，在上野國共同對抗上杉謙信。東國三強之間的合縱連橫，外加上杉謙信將戰略重心放在越中，使北關東豪族只得自身面對後北條氏的威脅，此使佐竹氏儼然成為對抗後北條氏的領袖，攜下野宇都宮氏、下總結城氏（日语：結城氏）、安房里見氏等領主反抗其壓迫。
  - 佐竹義重在之後的戰事中成功迫降白河結城氏，將勢力擴展至陸奧南部，創造佐竹氏的全盛期。然本能寺之變後，東國再度陷入大亂，面對後北條氏的威脅，許多北關東領主選擇與其交好，脫離戰線，佐竹氏的盟友可謂是越來越少；陸奧方面，伊達氏透過人取橋之戰、郡山合戰（日语：郡山合戦）、摺上原之戰確立其陸奧中南部霸主的地位，白河結城氏等原先從屬佐竹氏的豪族轉而投靠伊達氏。佐竹氏遭南北夾擊，於是聯繫當時統一西日本的豐臣秀吉，期望其入關東。豐臣秀吉率號稱21萬大軍親征，後北條氏不敵，最終滅亡；佐竹義重臣服於豐臣秀吉，領地得到安賭。佐竹氏作為豐臣政權旗下的大名，協助鎮壓奧羽地方的一揆；萬曆朝鮮之役中，19代當主・佐竹義宣無直接參戰，僅率數千名兵力作為預備軍，與其他大名坐鎮肥前・名護屋城；同族的佐竹義久則率千餘名兵力親赴戰場。
  - 佐竹義宣與石田三成關係友好，七將襲撃事件時，佐竹義宣就幫助石田三成逃離大阪城。關原之戰期間，佐竹義宣欲支持反家康陣營，遭佐竹義重及家臣團反對，故佐竹氏合戰期間並無具體作為；然關原之戰後，佐竹義宣被以並無積極支持德川陣營、與反家康陣營聯繫等理由遭到轉封，常陸54萬石減封至出羽國・秋田20萬石。
- 3代古河公方之弟・足利義明自立，稱小弓公方，安房里見氏轉而支持之。庶流出生的里見義堯擊敗4代當主・里見義豐（日语：里見義豊），奪得家督之位，之後向外擴張勢力，更介入上總武田氏的內亂，稱霸房總半島；第一次國府台之戰，雖然小弓公方陣營大敗，安房里見氏仍存續其實力。安房里見氏長期與佐竹氏聯手對抗後北條氏，然戰國時代後期爆發維持數年的內亂，勢力衰退，轉而與後北條氏和睦。豐臣秀吉崛起後，安房里見氏向其臣服，其領地部分得以安堵。
- 戰國時期，上總武田氏時常爆發內訌，長期積弱不振，最終屈服於後北條氏。

### 東海道南部的河內源氏
- 今川氏
  - 今川氏親為取得征服遠江國的大義名分，透過金援幕府任該國守護職。遠江原守護・斯波氏試圖抵抗之，最終今川氏親還是將斯波勢力逐出遠江。今川氏親去世後，其嫡子・今川氏輝年幼，由母親・壽桂尼代為處理政務，並與稱霸南關東的伊勢盛時後代・後北條氏友好，共同對抗甲斐武田氏。然今川氏輝及其弟・今川彦五郎（日语：今川彦五郎）接連離奇暴斃，今川義元作為今川氏輝的胞弟為最有力的繼承人選，不過部分家臣支持庶出的玄廣惠探，舉兵起事，史稱花倉之亂。後北條氏派兵介入今川氏的紛爭，支援今川義元確立其家督之位。然今川義元卻轉而與甲斐武田氏和睦，此舉使後北條氏大怒，侵犯今川氏富士川以東的領地，今川義元在隱忍多年後，成功奪回其領地。後，今川氏、甲斐武田氏、後北條氏結成甲相駿三國同盟，今川義元再度將重心放至三河國。彼時尾張・織田氏也在向外擴張勢力，今川氏在小豆坂之戰及安城合戰（日语：安城合戦）接連擊敗之，逐漸往三河、尾張邊界逼近。今川義元因在東海道南部稱霸，號稱「東海到第一弓取」。永祿3年(1560年)5月，今川義元率大軍親征，在桶狹間之戰遭織田信長突襲，戰死於亂軍之中。。
  - 今川義元意外戰死，使今川氏聲勢大減，三河、遠江接連發生騷動。12代當主・今川氏真企圖重塑今川氏的威信，然三河・松平氏已藉今川氏大亂之際統一三河國，並進犯遠江，今川氏盟友・甲斐武田氏也背棄之，與松平氏交好，兩者協議瓜分今川氏領地，今川氏真不敵，而後透過妻家・後北條氏的介入，引渡至後北條氏領地。之後今川氏真接受德川家康庇護，臣服於之，後代成為江戶幕府的高家。
- 應仁之亂後，斯波氏為方便管理其領國・尾張、遠江，常駐尾張國。13代當主・斯波義達（日语：斯波義達）攜北遠江豪族對抗今川氏的侵略，不敵，象徵著遠江已落入今川氏手中。後，斯波氏受其家臣兼尾張守護代・織田大和守家的庇護，成為尾張國的名義領導人。14代當主・斯波義統遭其家臣殺害，嫡男・斯波義銀投奔織田氏庶流・彈正忠家出生的織田信長。戰國時代斯波氏長期受家臣控制，已走向衰亡。

### 進畿及四國的河內源氏
- 畠山尚順與畠山義英因共同的敵人・細川政元被刺殺而再次決裂。畠山尚順得細川高國支援，將畠山義英驅出河內；然細川澄元支持畠山義英，派遣其家臣入侵大和、河內，反遭畠山尚順擊殺。之後的兩細川之亂中，兩畠山也大打出手。然畠山尚順一脈，稱畠山尾州家（日语：畠山氏#畠山尾州家），長期受家臣・遊佐長教（日语：遊佐長教）掌控，隨意廢立家督；另一方面，畠山義英之子・畠山義堯（日语：畠山義堯）在三好元長對抗細川晴元的戰事中，支持前者，最終兵敗自盡，此一支・畠山總州家（日语：畠山氏#畠山総州家）可謂是滅亡。遊佐長教與三好長慶合作，擊敗細川晴元，遊佐長教過世後，三好長慶發兵河內，與畠山尾州家爭奪該國控制權，畠山氏不敵，逐漸步入衰亡。
- 細川氏岡去世後，細川昭元受三好政權擁立，繼任細川京兆家當主，之後相繼臣服織田信長、豐臣秀吉。曾經叱吒風雲的細川京兆家經過長年的內鬥後也步向衰亡。
- 肥後細川家（日语：細川氏#肥後細川家（豊前小倉藩、肥後熊本藩主家））
  - 細川藤孝為細川氏庶流・和泉上守護家（日语：細川氏#和泉上守護家（細川刑部家））8代當主・細川元常（日语：細川元常）的養子，是13代將軍・足利義輝的近臣，擅和歌，也因此與公家關係良好。足利義輝戰死後，細川藤孝擁護足利義昭，助其逃脫三好政權的掌控，並連繫各大名上洛勤王。足利義昭與織田信長決裂，細川藤孝轉而成為後者的家臣，並將自身的苗字改為「長岡」。細川藤孝與明智光秀為舊識，在攻略丹波、丹後的戰事中，細川藤孝成為其與力，戰後細川藤孝領有丹後部分土地；兩者更結為姻親，嫡子・細川忠興娶明智光秀女兒・細川伽羅奢。本能寺之變後，明智光秀試圖拉攏細川藤孝，予以拒絕。細川藤孝剃髮出家，法號幽斎玄旨，並將家督之位讓予細川忠興。
  - 細川忠興臣服豐臣秀吉，其領地得以安堵，之後隨豐臣秀吉南征北討。萬曆朝鮮之役中，隸屬於九番隊，率3500兵力參戰，參與第一次晉州城之戰、第二次晉州城之戰等戰役。細川忠興與石田三成等奉行不和，為襲擊石田三成的七將之一；德川家康出征上杉景勝，細川忠興也在陣中。然反德川陣營趁機佔據大阪城，並企圖抓各大名的妻小為人質，細川伽羅奢不從，最終自行燒毀宅邸，由家臣將其了斷；反德川陣營又派兵攻打細川藤孝駐守的丹後・田邊城（日语：田辺城 (丹後国)），圍城將近兩個月，細川藤孝因其和歌的專長備受公家喜愛，時任天皇・後陽成天皇罕見介入戰事，籲雙方停戰；細川忠興則參與美濃・關原的主戰事。戰後，細川忠興轉封至豐前國・中津(今大分縣・中津市)，成為近40萬石的大名。
- 11代将軍・足利義澄次男・足利義維，居於阿波國・平島莊，世人稱其為平島公方。其後代成為阿波大名・蜂須賀氏的座上賓。
- 阿波・三好氏在戰國初期崛起，將勢力延伸至鄰近的讚岐國及淡路國。三好長慶任當主後，重回畿內戰場，故命二弟・三好實休輔佐細川・阿波守護家，管理阿波國；三弟・安宅冬康入主淡路・安宅氏（日语：安宅氏），掌控淡路水軍；四弟・十河一存入主東讚岐豪族・十河氏（日语：十河氏）。而後的十數年間，三好氏陸續迫降香西氏（日语：香西氏）、安富氏（日语：安富氏）、讃岐香川氏（日语：香川氏#讃岐香川氏）等四國東部勢力。然好景不長，三好長慶及其兄弟相繼去世，四國東部由三好實休兩名兒子・三好長治及十河存保掌控。而後織田信長攜足利義昭上洛，三好長治、十河存保也率阿波、讚岐武士奔赴畿內，對抗織田信長。然三好長治、十河存保與旗下重臣・篠原長房素有嫌隙，發兵追討之，迫使其在害。此舉引發多米諾效應，讃岐香川氏、香西氏等豪族舉兵反抗三好氏，名義上的主君・細川真之也背棄之，外加土佐・長宗我部氏統一土佐國，而後開始向阿波、讚岐進軍，三好氏陷入大亂。三好長治之後遭家臣背叛而自害。長宗我部氏大舉入侵阿波、讚岐，當地豪族紛紛倒戈；三好氏已如強弩之末，靠著居城・勝瑞城（日语：勝瑞城）等少數城池勉強支撐。更有甚者，原本欲出兵四國的織田信長在本能寺之變中陣亡，長宗我部氏彷彿卸下拘束器，繼續強攻阿波、讚岐。彼時豐臣秀吉稱霸近畿，之後聯合毛利氏進攻四國，長宗我部氏投降。戰後，豐臣秀吉家臣・蜂須賀氏及仙石秀久分別領有阿波及讚岐大部分領地，十河存保只保有讚岐・十河3萬石。當時島津氏欲完成統一九州的霸業，十河存保隨仙石秀久及長宗我部氏等四國眾登陸豐後國以阻擋島津氏的侵略，然在戶次川之戰大敗，十河存保戰死。

### 中國地區的河內源氏
- 12代當主・山名宗全去世後，在山陰、山陽地區有龐大勢力的山名氏各支失去向心力，各自為政。彼時，出雲・尼子氏崛起，挑戰大內氏在中國地區的霸權地位，備後山名家、伯耆山名家等支流被夾在兩強之間，隨波逐流；尼子氏東面，因幡山名家選擇較合作之態度，宗家・但馬山名家則頑強抵抗。之後，安藝・毛利氏興起，取代大內氏、尼子氏，成為該地區的霸主，山名各支也相繼屈服，但馬山名家則聯合其他反毛利勢力對抗其入侵。毛利氏的東征，使之與當時稱霸近畿的織田信長在勢力範圍上接觸，但馬山名家最終倒在當時還為織田信長的豐臣秀吉腳下。
- 安藝武田氏7代當主・武田元繁藉大內義興擁護足利義值上洛之際，脫離其旗下，在安藝國擴張勢力，然在有田中井手之戰中，武田元繁敗給安藝・毛利氏，更賠上自身性命。此後安藝武田氏聯合出雲・尼子氏對抗大內氏，然尼子氏在吉田郡山城之戰中大敗於大內、毛利聯軍，尼子氏在安藝國的影響力大幅下降，此也連帶打擊到安藝武田氏，不久後也走向滅亡。安藝武田氏末裔・安國寺惠瓊為僧侶，出仕於毛利氏，負責外交方面的工作，關原之戰時為反德川陣營的主事者之一，戰後遭斬首。
- 與織田信長決裂的15代将軍・足利義昭，經安國寺惠瓊協調，攜幕臣及若狹武田、近江六角等已失勢的大名，轉移至毛利氏的領地・備後國・鞆。足利義昭封時任毛利氏當家・毛利輝元為副將軍，毛利氏兩大支柱・吉川元春及小早川隆景也成為其近臣，足利義昭更依造室町幕府體制，將許多中國地區豪族封為外樣眾（日语：外様衆）、御供眾（日语：御供衆）。在足利義昭及毛利氏的號召下，串聯各方勢力組成第三次信長包圍網。後世將該毛利氏庇護下的政權稱為鞆幕府。更有甚者認為，本能寺之變是由當時還在鞆的足利義昭所謀畫，稱為足利義昭黑幕説（日语：本能寺の変#VII. 黒幕存在説），然大多為無稽之談。

## 系譜
- 家祖: 源賴信
  - 頼義流（日语：源頼義#妻子）
    - 義家流（日语：源義家#系譜）
      - 為義流
        - 源義朝 → 源頼朝 → 源頼家、源實朝

      - 義國流（日语：源義国#系譜）
        - 新田氏 - 山名氏、里見氏、德川氏等
        - 足利氏 - 斯波氏、畠山氏、細川氏等

    - 義光流（日语：源義光#子孫）
      - 佐竹氏
      - 甲斐源氏 - 武田氏、南部氏、小笠原氏（日语：小笠原氏）等
      - 信濃平賀氏（日语：平賀氏#信濃平賀氏）

## 世系圖
| 賴信       |            |            |            |            |            |                   |                   |                   |                   |                   |                   |                            |                            |                            |                            |                            |                            |                   |                   |                   |                   |                   |                   |      |      |      |      |      |      |      |      |      |      |      |      |            |            |            |            |            |            |      |      |      |      |      |      |      |      |      |      |      |      |        |        |        |        |        |        |      |      |      |      |      |      |  |  |  |  |  |  |  |  |  |  |  |  |  |  |  |  |  |  |  |  |  |  |  |  |  |  |  |  |  |  |  |  |  |  |
|            |            |            |            |            |            |                   |                   |                   |                   |                   |                   |                            |                            |                            |                            |                            |                            |                   |                   |                   |                   |                   |                   |      |      |      |      |      |      |      |      |      |      |      |      |            |            |            |            |            |            |      |      |      |      |      |      |      |      |      |      |      |      |        |        |        |        |        |        |      |      |      |      |      |      |  |  |  |  |  |  |  |  |  |  |  |  |  |  |  |  |  |  |  |  |  |  |  |  |  |  |  |  |  |  |  |  |  |  |
|            |            |            |            |            |            |                   |                   |                   |                   |                   |                   |                            |                            |                            |                            |                            |                            |                   |                   |                   |                   |                   |                   |      |      |      |      |      |      |      |      |      |      |      |      |            |            |            |            |            |            |      |      |      |      |      |      |      |      |      |      |      |      |        |        |        |        |        |        |      |      |      |      |      |      |  |  |  |  |  |  |  |  |  |  |  |  |  |  |  |  |  |  |  |  |  |  |  |  |  |  |  |  |  |  |  |  |  |  |
| 賴義       | 賴義       | 賴義       | 賴義       | 賴義       | 賴義       | 頼清 (信濃村上氏) | 頼清 (信濃村上氏) | 頼清 (信濃村上氏) | 頼清 (信濃村上氏) | 頼清 (信濃村上氏) | 頼清 (信濃村上氏) | 頼季                       | 頼季                       | 頼季                       | 頼季                       | 頼季                       | 頼季                       | 賴任              | 賴任              | 賴任              | 賴任              | 賴任              | 賴任              | 義政 | 義政 | 義政 | 義政 | 義政 | 義政 |      |      |      |      |      |      |            |            |            |            |            |            |      |      |      |      |      |      |      |      |      |      |      |      |        |        |        |        |        |        |      |      |      |      |      |      |  |  |  |  |  |  |  |  |  |  |  |  |  |  |  |  |  |  |  |  |  |  |  |  |  |  |  |  |  |  |  |  |  |  |
| 賴義       | 賴義       | 賴義       | 賴義       | 賴義       | 賴義       | 頼清 (信濃村上氏) | 頼清 (信濃村上氏) | 頼清 (信濃村上氏) | 頼清 (信濃村上氏) | 頼清 (信濃村上氏) | 頼清 (信濃村上氏) | 頼季                       | 頼季                       | 頼季                       | 頼季                       | 頼季                       | 頼季                       | 賴任              | 賴任              | 賴任              | 賴任              | 賴任              | 賴任              | 義政 | 義政 | 義政 | 義政 | 義政 | 義政 |      |      |      |      |      |      |            |            |            |            |            |            |      |      |      |      |      |      |      |      |      |      |      |      |        |        |        |        |        |        |      |      |      |      |      |      |  |  |  |  |  |  |  |  |  |  |  |  |  |  |  |  |  |  |  |  |  |  |  |  |  |  |  |  |  |  |  |  |  |  |
|            |            |            |            |            |            |                   |                   |                   |                   |                   |                   |                            |                            |                            |                            |                            |                            |                   |                   |                   |                   |                   |                   |      |      |      |      |      |      |      |      |      |      |      |      |            |            |            |            |            |            |      |      |      |      |      |      |      |      |      |      |      |      |        |        |        |        |        |        |      |      |      |      |      |      |  |  |  |  |  |  |  |  |  |  |  |  |  |  |  |  |  |  |  |  |  |  |  |  |  |  |  |  |  |  |  |  |  |  |
| 義家       | 義家       | 義家       | 義家       | 義家       | 義家       | 義綱              | 義綱              | 義綱              | 義綱              | 義綱              | 義綱              | 義光 (甲斐源氏、 佐竹氏等) | 義光 (甲斐源氏、 佐竹氏等) | 義光 (甲斐源氏、 佐竹氏等) | 義光 (甲斐源氏、 佐竹氏等) | 義光 (甲斐源氏、 佐竹氏等) | 義光 (甲斐源氏、 佐竹氏等) | 快譽              | 快譽              | 快譽              | 快譽              | 快譽              | 快譽              |      |      |      |      |      |      |      |      |      |      |      |      |            |            |            |            |            |            |      |      |      |      |      |      |      |      |      |      |      |      |        |        |        |        |        |        |      |      |      |      |      |      |  |  |  |  |  |  |  |  |  |  |  |  |  |  |  |  |  |  |  |  |  |  |  |  |  |  |  |  |  |  |  |  |  |  |
| 義家       | 義家       | 義家       | 義家       | 義家       | 義家       | 義綱              | 義綱              | 義綱              | 義綱              | 義綱              | 義綱              | 義光 (甲斐源氏、 佐竹氏等) | 義光 (甲斐源氏、 佐竹氏等) | 義光 (甲斐源氏、 佐竹氏等) | 義光 (甲斐源氏、 佐竹氏等) | 義光 (甲斐源氏、 佐竹氏等) | 義光 (甲斐源氏、 佐竹氏等) | 快譽              | 快譽              | 快譽              | 快譽              | 快譽              | 快譽              |      |      |      |      |      |      |      |      |      |      |      |      |            |            |            |            |            |            |      |      |      |      |      |      |      |      |      |      |      |      |        |        |        |        |        |        |      |      |      |      |      |      |  |  |  |  |  |  |  |  |  |  |  |  |  |  |  |  |  |  |  |  |  |  |  |  |  |  |  |  |  |  |  |  |  |  |
|            |            |            |            |            |            |                   |                   |                   |                   |                   |                   |                            |                            |                            |                            |                            |                            |                   |                   |                   |                   |                   |                   |      |      |      |      |      |      |      |      |      |      |      |      |            |            |            |            |            |            |      |      |      |      |      |      |      |      |      |      |      |      |        |        |        |        |        |        |      |      |      |      |      |      |  |  |  |  |  |  |  |  |  |  |  |  |  |  |  |  |  |  |  |  |  |  |  |  |  |  |  |  |  |  |  |  |  |  |
| 義宗(日本) | 義宗(日本) | 義宗(日本) | 義宗(日本) | 義宗(日本) | 義宗(日本) | 義親              | 義親              | 義親              | 義親              | 義親              | 義親              | 義国                       | 義国                       | 義国                       | 義国                       | 義国                       | 義国                       |                   |                   |                   |                   |                   |                   |      |      |      |      |      |      |      |      |      |      |      |      |            |            |            |            |            |            | 義忠 | 義忠 | 義忠 | 義忠 | 義忠 | 義忠 | 義時 | 義時 | 義時 | 義時 | 義時 | 義時 |        |        |        |        |        |        |      |      |      |      |      |      |  |  |  |  |  |  |  |  |  |  |  |  |  |  |  |  |  |  |  |  |  |  |  |  |  |  |  |  |  |  |  |  |  |  |
| 義宗(日本) | 義宗(日本) | 義宗(日本) | 義宗(日本) | 義宗(日本) | 義宗(日本) | 義親              | 義親              | 義親              | 義親              | 義親              | 義親              | 義国                       | 義国                       | 義国                       | 義国                       | 義国                       | 義国                       |                   |                   |                   |                   |                   |                   |      |      |      |      |      |      |      |      |      |      |      |      |            |            |            |            |            |            | 義忠 | 義忠 | 義忠 | 義忠 | 義忠 | 義忠 | 義時 | 義時 | 義時 | 義時 | 義時 | 義時 |        |        |        |        |        |        |      |      |      |      |      |      |  |  |  |  |  |  |  |  |  |  |  |  |  |  |  |  |  |  |  |  |  |  |  |  |  |  |  |  |  |  |  |  |  |  |
|            |            |            |            |            |            |                   |                   |                   |                   |                   |                   |                            |                            |                            |                            |                            |                            |                   |                   |                   |                   |                   |                   |      |      |      |      |      |      |      |      |      |      |      |      |            |            |            |            |            |            |      |      |      |      |      |      |      |      |      |      |      |      |        |        |        |        |        |        |      |      |      |      |      |      |  |  |  |  |  |  |  |  |  |  |  |  |  |  |  |  |  |  |  |  |  |  |  |  |  |  |  |  |  |  |  |  |  |  |
| 忠宗       | 忠宗       | 忠宗       | 忠宗       | 忠宗       | 忠宗       |                   |                   |                   |                   |                   |                   | 義重 (新田氏)              | 義重 (新田氏)              | 義重 (新田氏)              | 義重 (新田氏)              | 義重 (新田氏)              | 義重 (新田氏)              | 足利義康 (足利氏) | 足利義康 (足利氏) | 足利義康 (足利氏) | 足利義康 (足利氏) | 足利義康 (足利氏) | 足利義康 (足利氏) | 季邦 | 季邦 | 季邦 | 季邦 | 季邦 | 季邦 | 為義 | 為義 | 為義 | 為義 | 為義 | 為義 | 經國(日本) | 經國(日本) | 經國(日本) | 經國(日本) | 經國(日本) | 經國(日本) | 義高 | 義高 | 義高 | 義高 | 義高 | 義高 | 忠宗 | 忠宗 | 忠宗 | 忠宗 | 忠宗 | 忠宗 | 源義清 | 源義清 | 源義清 | 源義清 | 源義清 | 源義清 | 義雄 | 義雄 | 義雄 | 義雄 | 義雄 | 義雄 |  |  |  |  |  |  |  |  |  |  |  |  |  |  |  |  |  |  |  |  |  |  |  |  |  |  |  |  |  |  |  |  |  |  |
| 忠宗       | 忠宗       | 忠宗       | 忠宗       | 忠宗       | 忠宗       |                   |                   |                   |                   |                   |                   | 義重 (新田氏)              | 義重 (新田氏)              | 義重 (新田氏)              | 義重 (新田氏)              | 義重 (新田氏)              | 義重 (新田氏)              | 足利義康 (足利氏) | 足利義康 (足利氏) | 足利義康 (足利氏) | 足利義康 (足利氏) | 足利義康 (足利氏) | 足利義康 (足利氏) | 季邦 | 季邦 | 季邦 | 季邦 | 季邦 | 季邦 | 為義 | 為義 | 為義 | 為義 | 為義 | 為義 | 經國(日本) | 經國(日本) | 經國(日本) | 經國(日本) | 經國(日本) | 經國(日本) | 義高 | 義高 | 義高 | 義高 | 義高 | 義高 | 忠宗 | 忠宗 | 忠宗 | 忠宗 | 忠宗 | 忠宗 | 源義清 | 源義清 | 源義清 | 源義清 | 源義清 | 源義清 | 義雄 | 義雄 | 義雄 | 義雄 | 義雄 | 義雄 |  |  |  |  |  |  |  |  |  |  |  |  |  |  |  |  |  |  |  |  |  |  |  |  |  |  |  |  |  |  |  |  |  |  |
|            |            |            |            |            |            |                   |                   |                   |                   |                   |                   |                            |                            |                            |                            |                            |                            |                   |                   |                   |                   |                   |                   |      |      |      |      |      |      |      |      |      |      |      |      |            |            |            |            |            |            |      |      |      |      |      |      |      |      |      |      |      |      |        |        |        |        |        |        |      |      |      |      |      |      |  |  |  |  |  |  |  |  |  |  |  |  |  |  |  |  |  |  |  |  |  |  |  |  |  |  |  |  |  |  |  |  |  |  |
|            |            |            |            |            |            | 義信              | 義信              | 義信              | 義信              | 義信              | 義信              | 義俊                       | 義俊                       | 義俊                       | 義俊                       | 義俊                       | 義俊                       | 義泰              | 義泰              | 義泰              | 義泰              | 義泰              | 義泰              | 義行 | 義行 | 義行 | 義行 | 義行 | 義行 | 為義 | 為義 | 為義 | 為義 | 為義 | 為義 | 宗清       | 宗清       | 宗清       | 宗清       | 宗清       | 宗清       |      |      |      |      |      |      |      |      |      |      |      |      |        |        |        |        |        |        |      |      |      |      |      |      |  |  |  |  |  |  |  |  |  |  |  |  |  |  |  |  |  |  |  |  |  |  |  |  |  |  |  |  |  |  |  |  |  |  |
|            |            |            |            |            |            | 義信              | 義信              | 義信              | 義信              | 義信              | 義信              | 義俊                       | 義俊                       | 義俊                       | 義俊                       | 義俊                       | 義俊                       | 義泰              | 義泰              | 義泰              | 義泰              | 義泰              | 義泰              | 義行 | 義行 | 義行 | 義行 | 義行 | 義行 | 為義 | 為義 | 為義 | 為義 | 為義 | 為義 | 宗清       | 宗清       | 宗清       | 宗清       | 宗清       | 宗清       |      |      |      |      |      |      |      |      |      |      |      |      |        |        |        |        |        |        |      |      |      |      |      |      |  |  |  |  |  |  |  |  |  |  |  |  |  |  |  |  |  |  |  |  |  |  |  |  |  |  |  |  |  |  |  |  |  |  |
|            |            |            |            |            |            |                   |                   |                   |                   |                   |                   |                            |                            |                            |                            |                            |                            |                   |                   |                   |                   |                   |                   |      |      |      |      |      |      |      |      |      |      |      |      |            |            |            |            |            |            |      |      |      |      |      |      |      |      |      |      |      |      |        |        |        |        |        |        |      |      |      |      |      |      |  |  |  |  |  |  |  |  |  |  |  |  |  |  |  |  |  |  |  |  |  |  |  |  |  |  |  |  |  |  |  |  |  |  |
| 義朝       | 義朝       | 義朝       | 義朝       | 義朝       | 義朝       | 義賢              | 義賢              | 義賢              | 義賢              | 義賢              | 義賢              | 義廣                       | 義廣                       | 義廣                       | 義廣                       | 義廣                       | 義廣                       | 頼賢              | 頼賢              | 頼賢              | 頼賢              | 頼賢              | 頼賢              | 頼仲 | 頼仲 | 頼仲 | 頼仲 | 頼仲 | 頼仲 | 為宗 | 為宗 | 為宗 | 為宗 | 為宗 | 為宗 | 為成       | 為成       | 為成       | 為成       | 為成       | 為成       | 為朝 | 為朝 | 為朝 | 為朝 | 為朝 | 為朝 | 為仲 | 為仲 | 為仲 | 為仲 | 為仲 | 為仲 | 行家   | 行家   | 行家   | 行家   | 行家   | 行家   |      |      |      |      |      |      |  |  |  |  |  |  |  |  |  |  |  |  |  |  |  |  |  |  |  |  |  |  |  |  |  |  |  |  |  |  |  |  |  |  |
| 義朝       | 義朝       | 義朝       | 義朝       | 義朝       | 義朝       | 義賢              | 義賢              | 義賢              | 義賢              | 義賢              | 義賢              | 義廣                       | 義廣                       | 義廣                       | 義廣                       | 義廣                       | 義廣                       | 頼賢              | 頼賢              | 頼賢              | 頼賢              | 頼賢              | 頼賢              | 頼仲 | 頼仲 | 頼仲 | 頼仲 | 頼仲 | 頼仲 | 為宗 | 為宗 | 為宗 | 為宗 | 為宗 | 為宗 | 為成       | 為成       | 為成       | 為成       | 為成       | 為成       | 為朝 | 為朝 | 為朝 | 為朝 | 為朝 | 為朝 | 為仲 | 為仲 | 為仲 | 為仲 | 為仲 | 為仲 | 行家   | 行家   | 行家   | 行家   | 行家   | 行家   |      |      |      |      |      |      |  |  |  |  |  |  |  |  |  |  |  |  |  |  |  |  |  |  |  |  |  |  |  |  |  |  |  |  |  |  |  |  |  |  |
|            |            |            |            |            |            |                   |                   |                   |                   |                   |                   |                            |                            |                            |                            |                            |                            |                   |                   |                   |                   |                   |                   |      |      |      |      |      |      |      |      |      |      |      |      |            |            |            |            |            |            |      |      |      |      |      |      |      |      |      |      |      |      |        |        |        |        |        |        |      |      |      |      |      |      |  |  |  |  |  |  |  |  |  |  |  |  |  |  |  |  |  |  |  |  |  |  |  |  |  |  |  |  |  |  |  |  |  |  |
|            |            |            |            |            |            | 仲家(日本)        | 仲家(日本)        | 仲家(日本)        | 仲家(日本)        | 仲家(日本)        | 仲家(日本)        | 義仲                       | 義仲                       | 義仲                       | 義仲                       | 義仲                       | 義仲                       |                   |                   |                   |                   |                   |                   |      |      |      |      |      |      |      |      |      |      |      |      |            |            |            |            |            |            |      |      |      |      |      |      |      |      |      |      |      |      |        |        |        |        |        |        |      |      |      |      |      |      |  |  |  |  |  |  |  |  |  |  |  |  |  |  |  |  |  |  |  |  |  |  |  |  |  |  |  |  |  |  |  |  |  |  |
|            |            |            |            |            |            | 仲家(日本)        | 仲家(日本)        | 仲家(日本)        | 仲家(日本)        | 仲家(日本)        | 仲家(日本)        | 義仲                       | 義仲                       | 義仲                       | 義仲                       | 義仲                       | 義仲                       |                   |                   |                   |                   |                   |                   |      |      |      |      |      |      |      |      |      |      |      |      |            |            |            |            |            |            |      |      |      |      |      |      |      |      |      |      |      |      |        |        |        |        |        |        |      |      |      |      |      |      |  |  |  |  |  |  |  |  |  |  |  |  |  |  |  |  |  |  |  |  |  |  |  |  |  |  |  |  |  |  |  |  |  |  |
|            |            |            |            |            |            |                   |                   |                   |                   |                   |                   |                            |                            |                            |                            |                            |                            |                   |                   |                   |                   |                   |                   |      |      |      |      |      |      |      |      |      |      |      |      |            |            |            |            |            |            |      |      |      |      |      |      |      |      |      |      |      |      |        |        |        |        |        |        |      |      |      |      |      |      |  |  |  |  |  |  |  |  |  |  |  |  |  |  |  |  |  |  |  |  |  |  |  |  |  |  |  |  |  |  |  |  |  |  |
| 義平       | 義平       | 義平       | 義平       | 義平       | 義平       | 朝長              | 朝長              | 朝長              | 朝長              | 朝長              | 朝長              | 賴朝                       | 賴朝                       | 賴朝                       | 賴朝                       | 賴朝                       | 賴朝                       | 義門              | 義門              | 義門              | 義門              | 義門              | 義門              | 希義 | 希義 | 希義 | 希義 | 希義 | 希義 | 範賴 | 範賴 | 範賴 | 範賴 | 範賴 | 範賴 | 全成       | 全成       | 全成       | 全成       | 全成       | 全成       | 義円 | 義円 | 義円 | 義円 | 義円 | 義円 | 義經 | 義經 | 義經 | 義經 | 義經 | 義經 | 坊門姬 | 坊門姬 | 坊門姬 | 坊門姬 | 坊門姬 | 坊門姬 |      |      |      |      |      |      |  |  |  |  |  |  |  |  |  |  |  |  |  |  |  |  |  |  |  |  |  |  |  |  |  |  |  |  |  |  |  |  |  |  |
| 義平       | 義平       | 義平       | 義平       | 義平       | 義平       | 朝長              | 朝長              | 朝長              | 朝長              | 朝長              | 朝長              | 賴朝                       | 賴朝                       | 賴朝                       | 賴朝                       | 賴朝                       | 賴朝                       | 義門              | 義門              | 義門              | 義門              | 義門              | 義門              | 希義 | 希義 | 希義 | 希義 | 希義 | 希義 | 範賴 | 範賴 | 範賴 | 範賴 | 範賴 | 範賴 | 全成       | 全成       | 全成       | 全成       | 全成       | 全成       | 義円 | 義円 | 義円 | 義円 | 義円 | 義円 | 義經 | 義經 | 義經 | 義經 | 義經 | 義經 | 坊門姬 | 坊門姬 | 坊門姬 | 坊門姬 | 坊門姬 | 坊門姬 |      |      |      |      |      |      |  |  |  |  |  |  |  |  |  |  |  |  |  |  |  |  |  |  |  |  |  |  |  |  |  |  |  |  |  |  |  |  |  |  |
|            |            |            |            |            |            |                   |                   |                   |                   |                   |                   |                            |                            |                            |                            |                            |                            |                   |                   |                   |                   |                   |                   |      |      |      |      |      |      |      |      |      |      |      |      |            |            |            |            |            |            |      |      |      |      |      |      |      |      |      |      |      |      |        |        |        |        |        |        |      |      |      |      |      |      |  |  |  |  |  |  |  |  |  |  |  |  |  |  |  |  |  |  |  |  |  |  |  |  |  |  |  |  |  |  |  |  |  |  |
| 賴家       | 賴家       | 賴家       | 賴家       | 賴家       | 賴家       | 實朝              | 實朝              | 實朝              | 實朝              | 實朝              | 實朝              | 貞曉                       | 貞曉                       | 貞曉                       | 貞曉                       | 貞曉                       | 貞曉                       |                   |                   |                   |                   |                   |                   |      |      |      |      |      |      |      |      |      |      |      |      |            |            |            |            |            |            |      |      |      |      |      |      |      |      |      |      |      |      |        |        |        |        |        |        |      |      |      |      |      |      |  |  |  |  |  |  |  |  |  |  |  |  |  |  |  |  |  |  |  |  |  |  |  |  |  |  |  |  |  |  |  |  |  |  |
| 賴家       | 賴家       | 賴家       | 賴家       | 賴家       | 賴家       | 實朝              | 實朝              | 實朝              | 實朝              | 實朝              | 實朝              | 貞曉                       | 貞曉                       | 貞曉                       | 貞曉                       | 貞曉                       | 貞曉                       |                   |                   |                   |                   |                   |                   |      |      |      |      |      |      |      |      |      |      |      |      |            |            |            |            |            |            |      |      |      |      |      |      |      |      |      |      |      |      |        |        |        |        |        |        |      |      |      |      |      |      |  |  |  |  |  |  |  |  |  |  |  |  |  |  |  |  |  |  |  |  |  |  |  |  |  |  |  |  |  |  |  |  |  |  |
|            |            |            |            |            |            |                   |                   |                   |                   |                   |                   |                            |                            |                            |                            |                            |                            |                   |                   |                   |                   |                   |                   |      |      |      |      |      |      |      |      |      |      |      |      |            |            |            |            |            |            |      |      |      |      |      |      |      |      |      |      |      |      |        |        |        |        |        |        |      |      |      |      |      |      |  |  |  |  |  |  |  |  |  |  |  |  |  |  |  |  |  |  |  |  |  |  |  |  |  |  |  |  |  |  |  |  |  |  |
| 一幡       | 一幡       | 一幡       | 一幡       | 一幡       | 一幡       | 公曉              | 公曉              | 公曉              | 公曉              | 公曉              | 公曉              | 榮實                       | 榮實                       | 榮實                       | 榮實                       | 榮實                       | 榮實                       | 禪曉              | 禪曉              | 禪曉              | 禪曉              | 禪曉              | 禪曉              |      |      |      |      |      |      |      |      |      |      |      |      |            |            |            |            |            |            |      |      |      |      |      |      |      |      |      |      |      |      |        |        |        |        |        |        |      |      |      |      |      |      |  |  |  |  |  |  |  |  |  |  |  |  |  |  |  |  |  |  |  |  |  |  |  |  |  |  |  |  |  |  |  |  |  |  |